# Cleopatra nell'eredità storica culturale
Cleopatra (69-30 a.C.) è stata una regina egizia, ultima monarca del regno tolemaico d'Egitto e con la cui morte si fa coincidere la fine dell'età ellenistica. Ebbe uno stretto rapporto con la Repubblica romana, la maggiore potenza del suo tempo, prima di alleanza e poi conflittuale, e portò avanti relazioni con due dei personaggi più importanti di Roma, Giulio Cesare e Marco Antonio. La sua figura è rimasta celeberrima fino ai nostri tempi e sin dall'età antica è stata oggetto di numerosi lavori artistici e di intrattenimento di ogni genere; in questa pagina è presente un elenco delle opere che rappresenta l'eredità storica e culturale della regina.

## Cleopatra nell'arte figurativa

### Sculture su Cleopatra

#### Antiche
Busti
- Busto in marmo, dalla via Appia (40-30 a.C. ca.). Altes Museum, Berlino.
- Busto in marmo (40-30 a.C.). Museo Gregoriano Profano, Musei Vaticani, Città del Vaticano.

Statue
- Statuetta egizia in steatite (I secolo a.C.). Museo del Louvre, Parigi.
- Statuetta egizia in marmo (metà del I secolo a.C.). Metropolitan Museum of Art, New York City.
- Statua egizia in basalto (seconda meta del I secolo a.C.). Ermitage, San Pietroburgo.
- Venere esquilina, probabilmente raffigurante Cleopatra (I secolo a.C.). Musei Capitolini, Roma.
- Statua bronzea raffigurante Cleopatra-Venere, conservata nel tempio di Venere Genitrice almeno fino al III secolo (I secolo a.C., perduta)

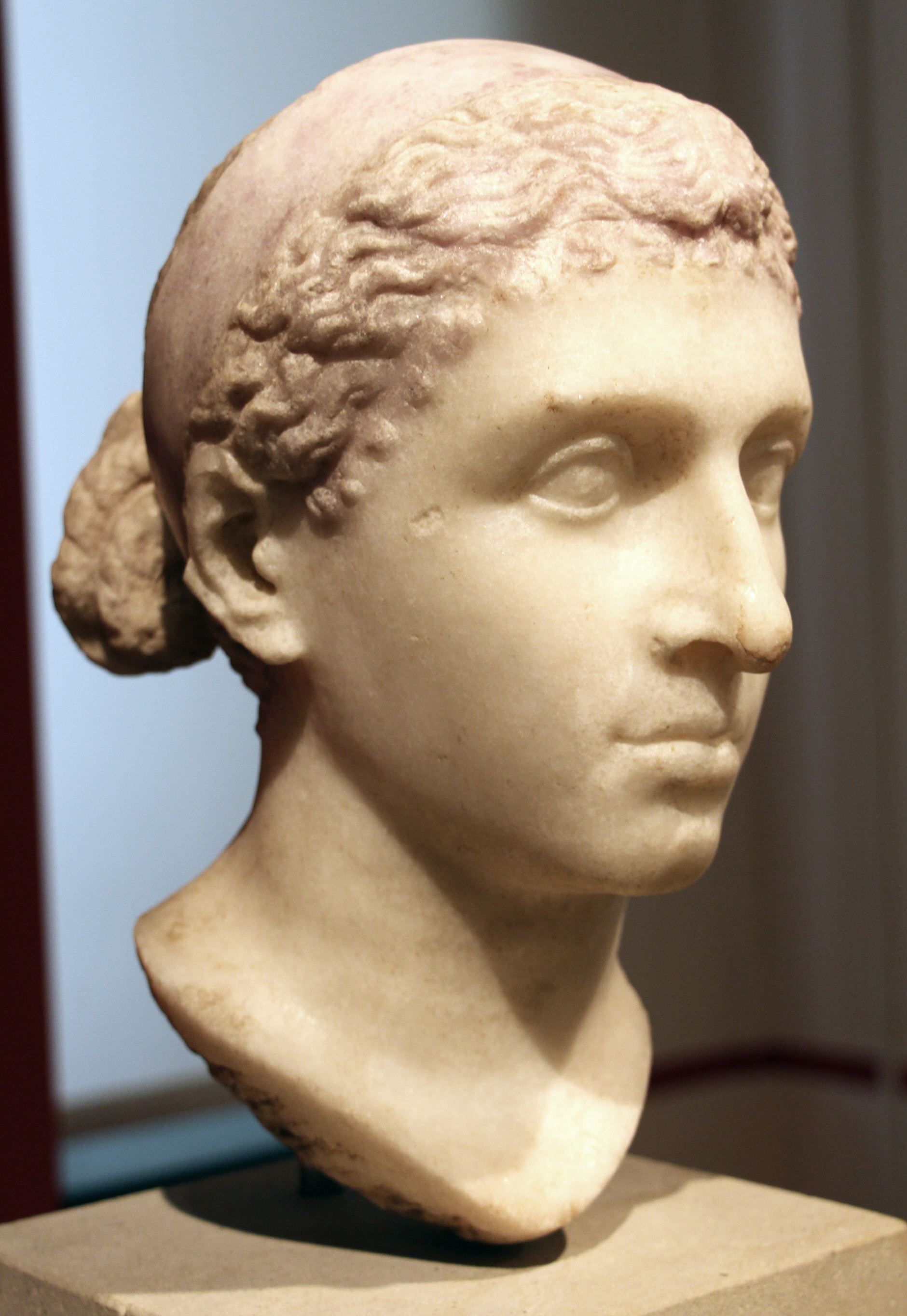
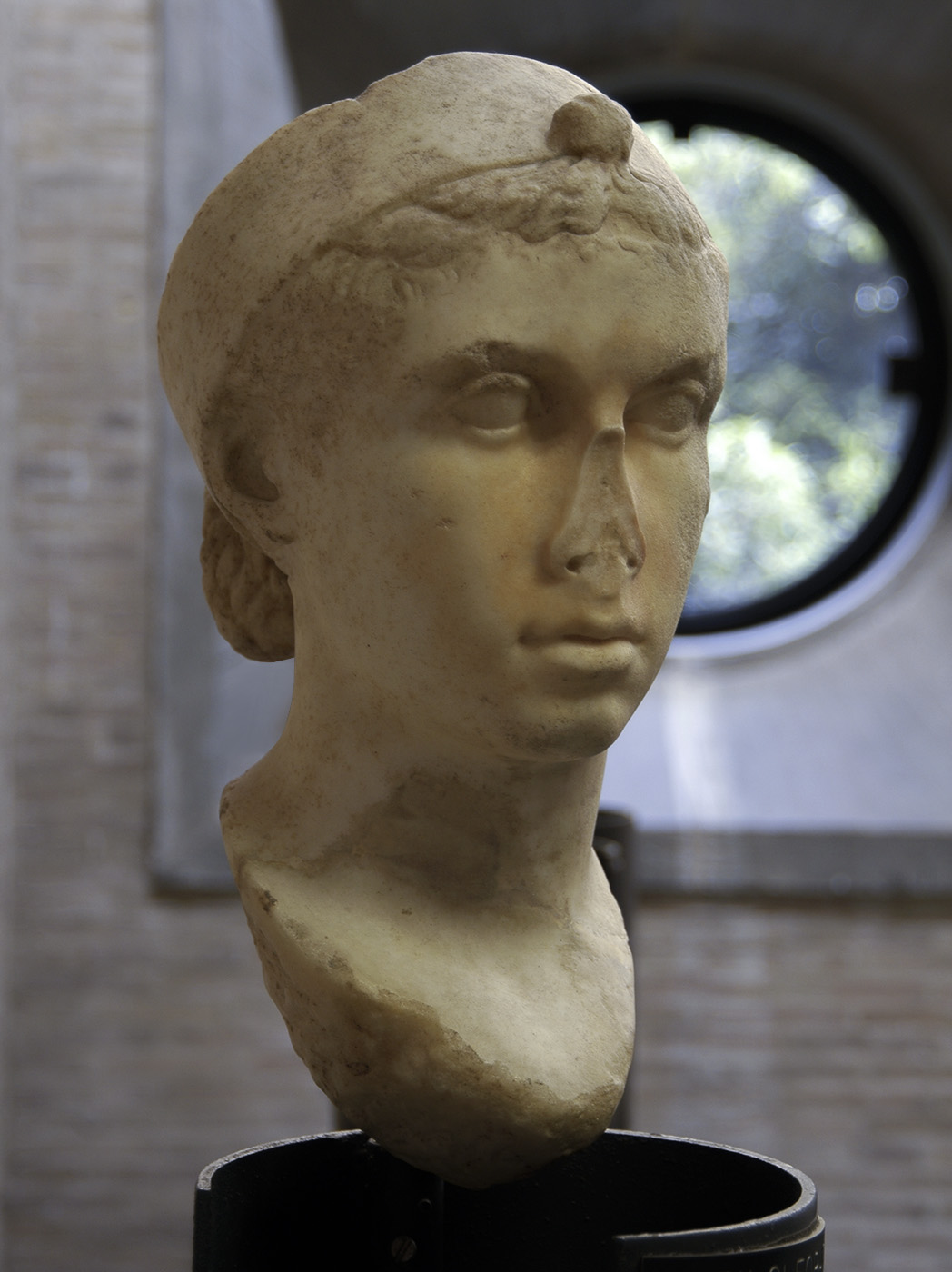
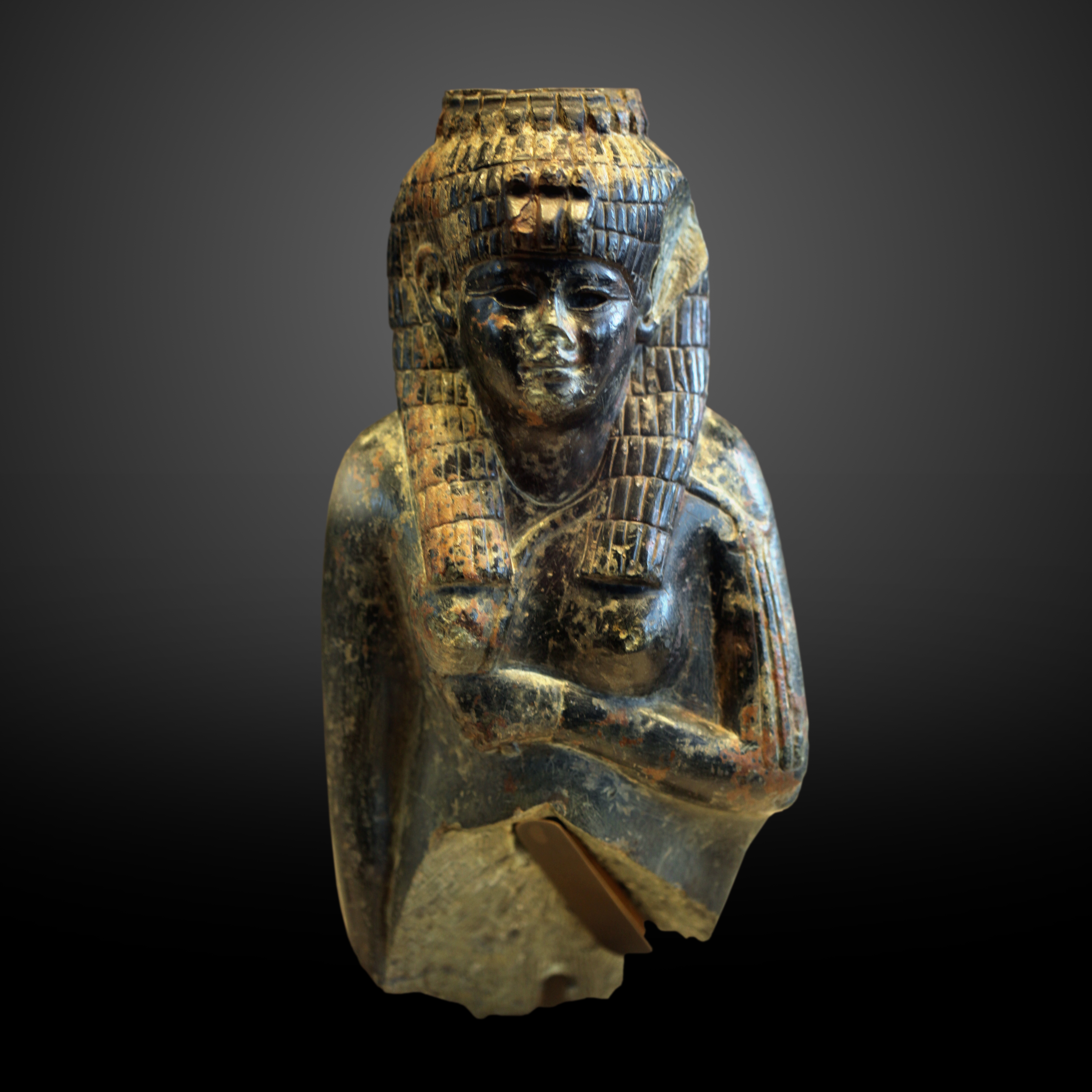
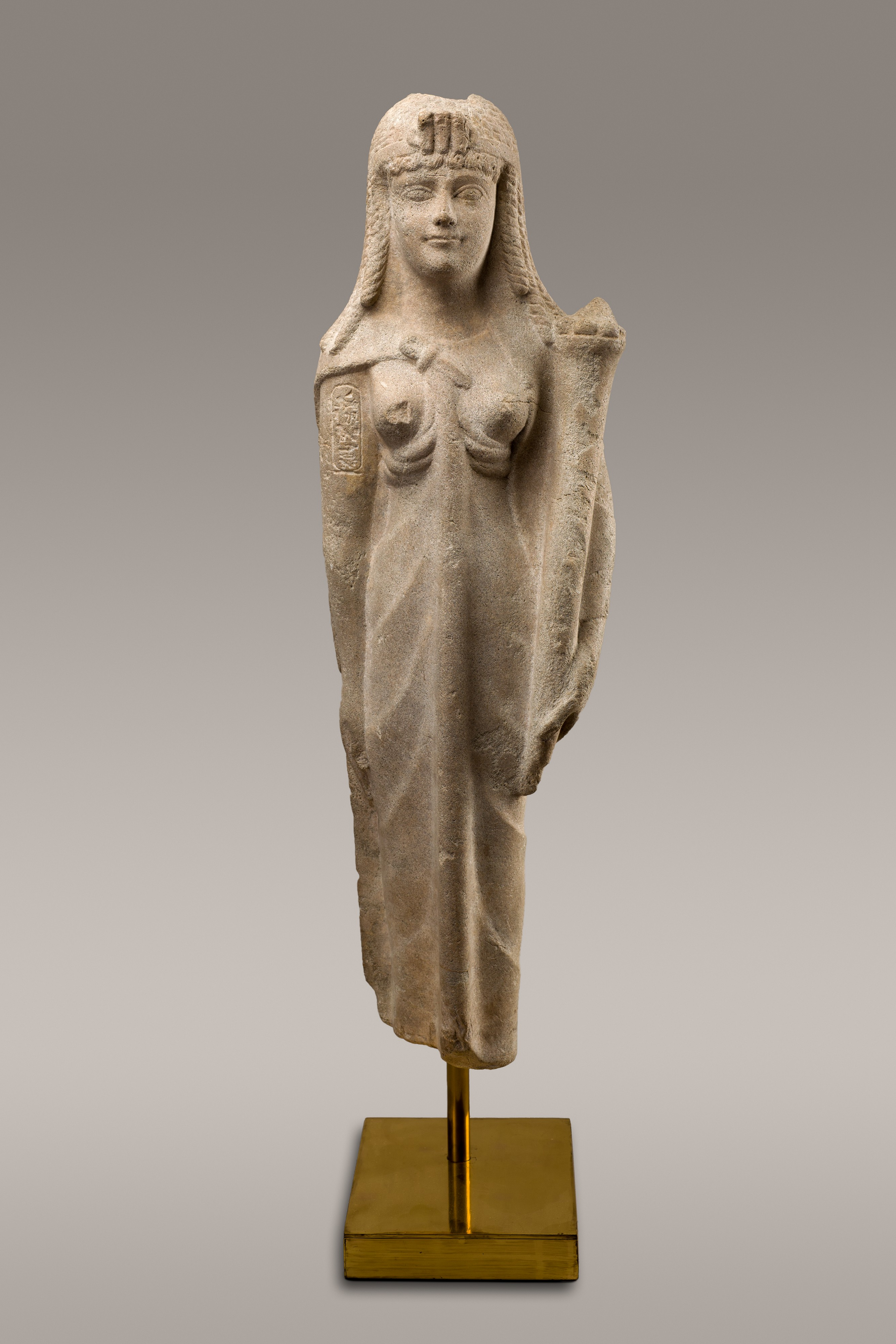
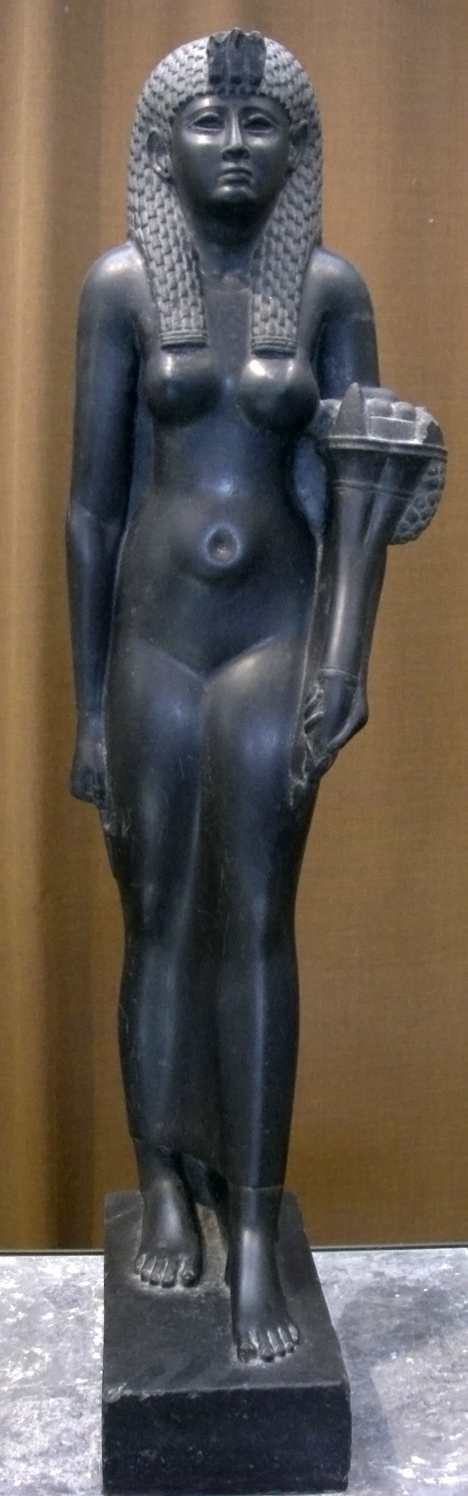
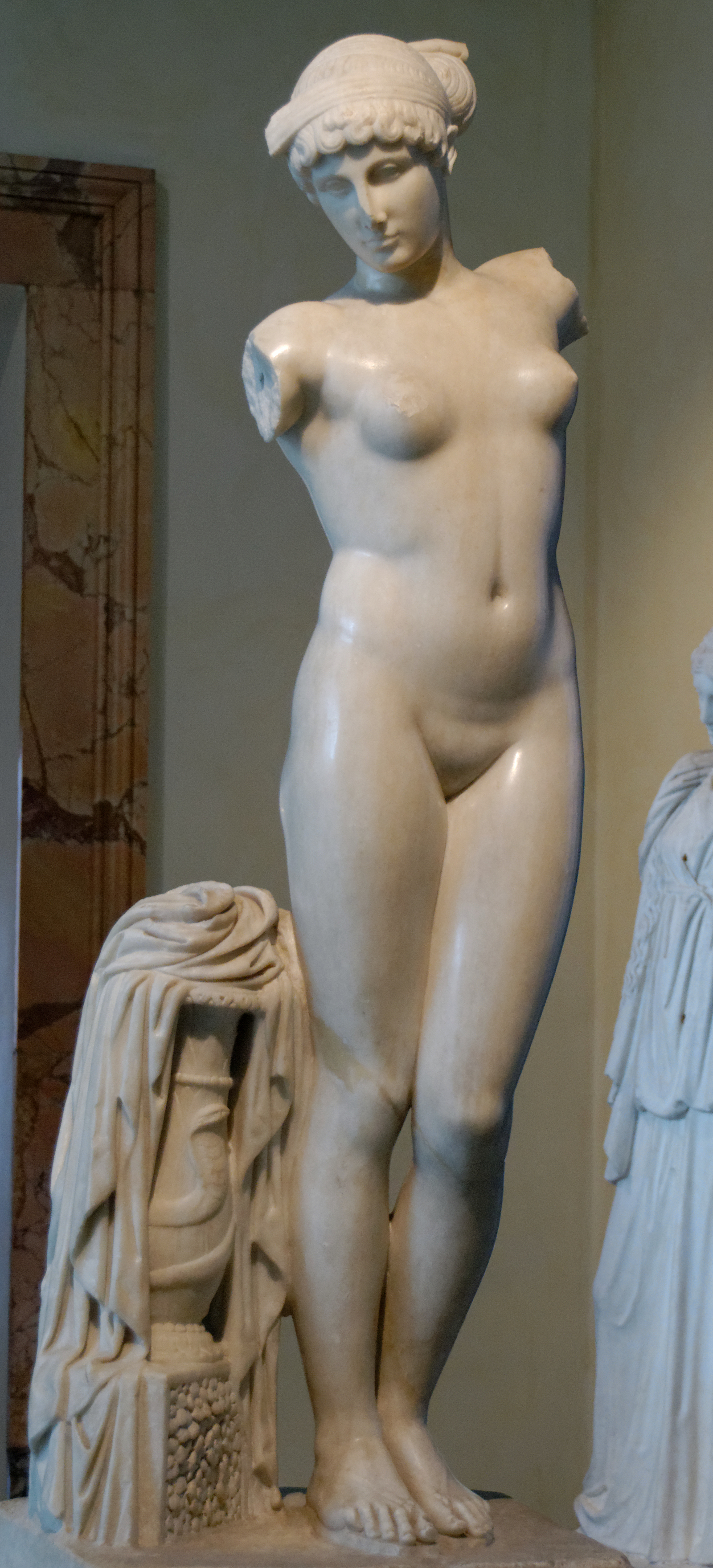

#### Moderne
Busti
- Il suicidio di Cleopatra (prima del 1697). Marmo. Scolpito da Claude Bertin. Museo del Louvre, Parigi.
- Cleopatra (1877). Marmo. Scolpito da Margaret Foley. Smithsonian American Art Museum, Washington D.C.

Statue
- Cleopatra (1869). Marmo. Scolpito da William Wetmore Story. Metropolitan Museum of Art, New York City.
- La morte di Cleopatra (1876). Marmo. Scolpito da Edmonia Lewis. Smithsonian American Art Museum, Washington D.C.
- Cleopatra adolescente (1880). Bronzo. Realizzato da Urbain Basset. Museo di Grenoble, Grenoble.
- Cleopatra (1882). Marmo. Scolpito da Girolamo Masini. Galleria d'arte moderna di Roma Capitale, Roma.

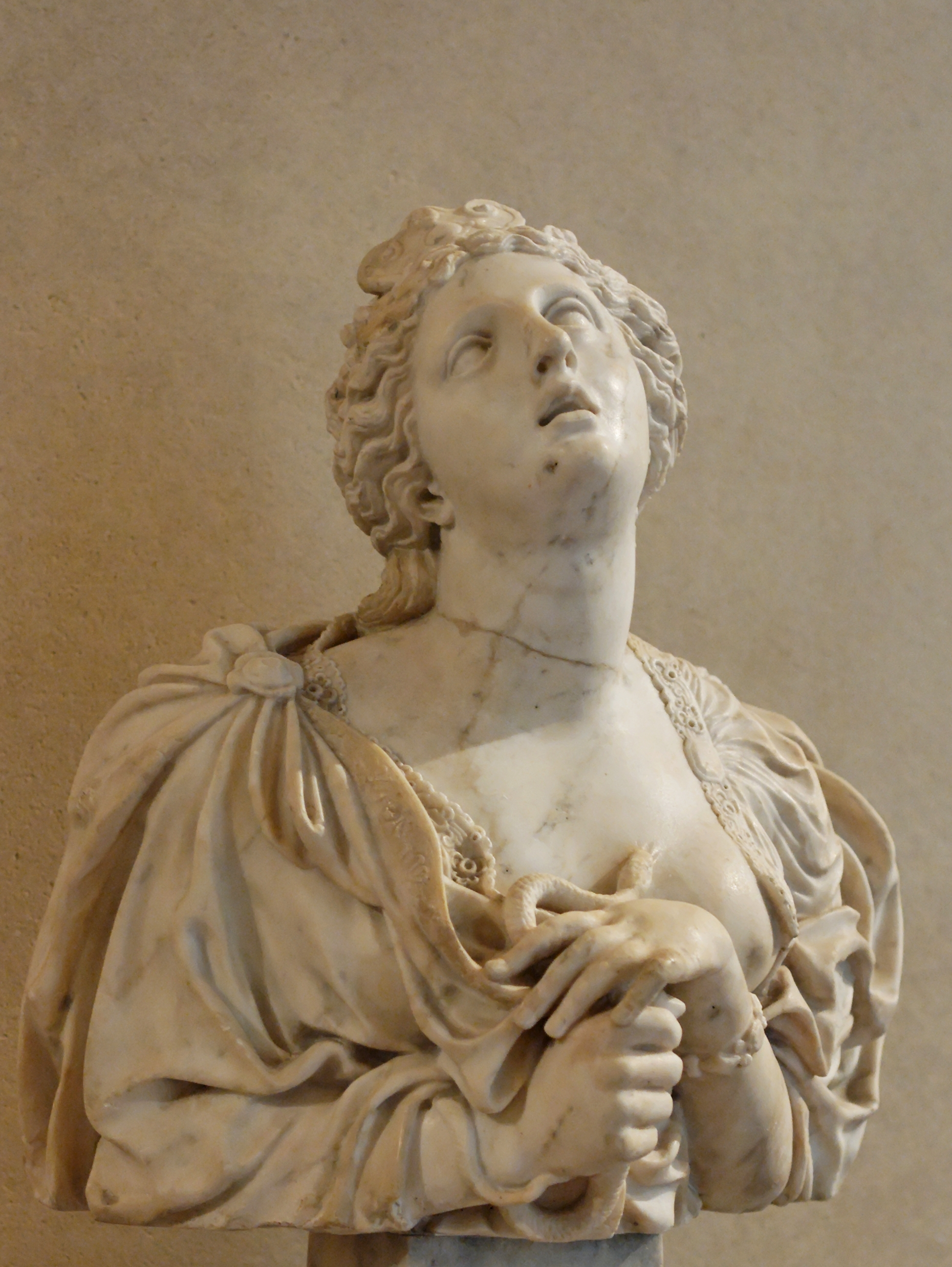
Claude Bertin, ante 1697
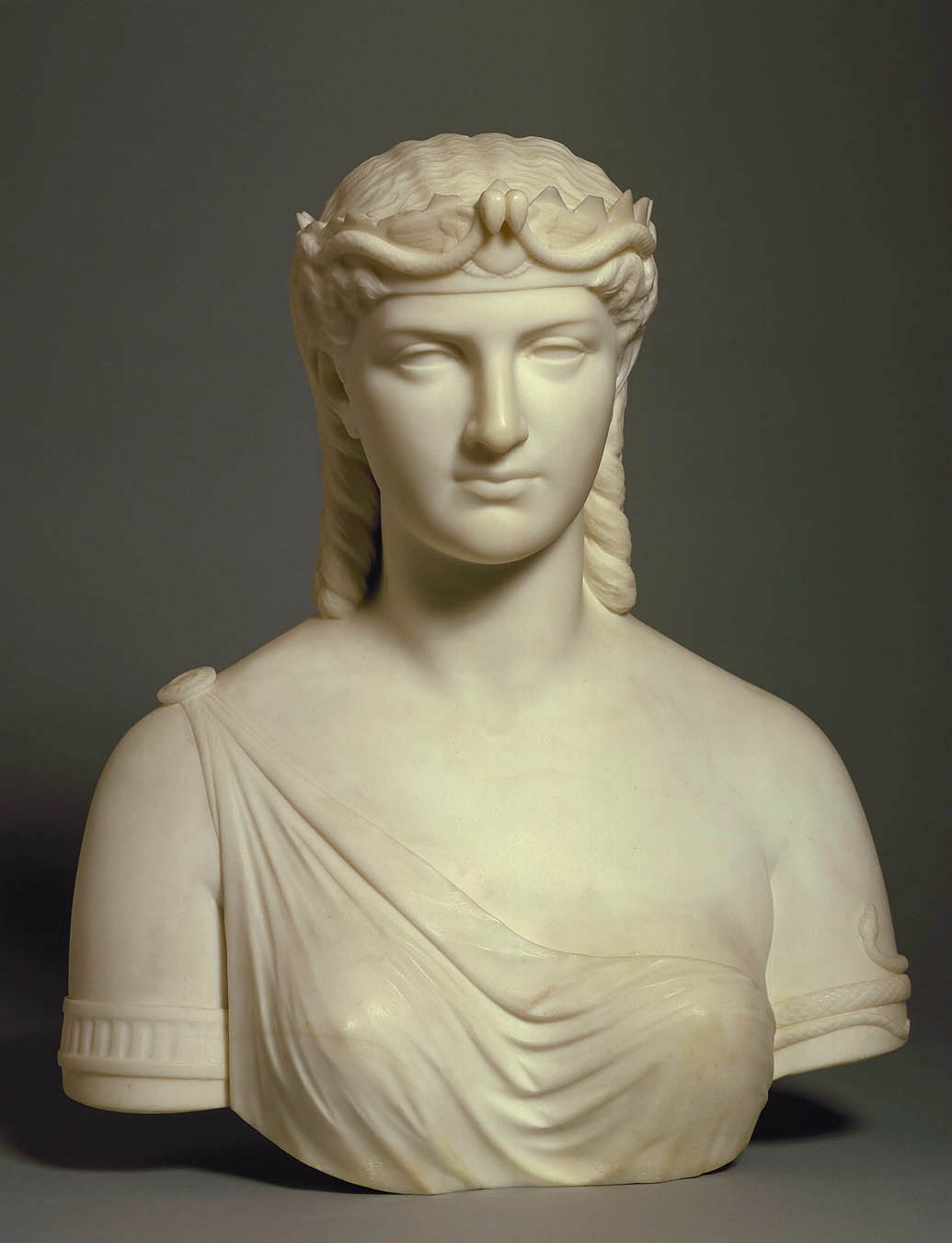
Margaret Foley, 1877
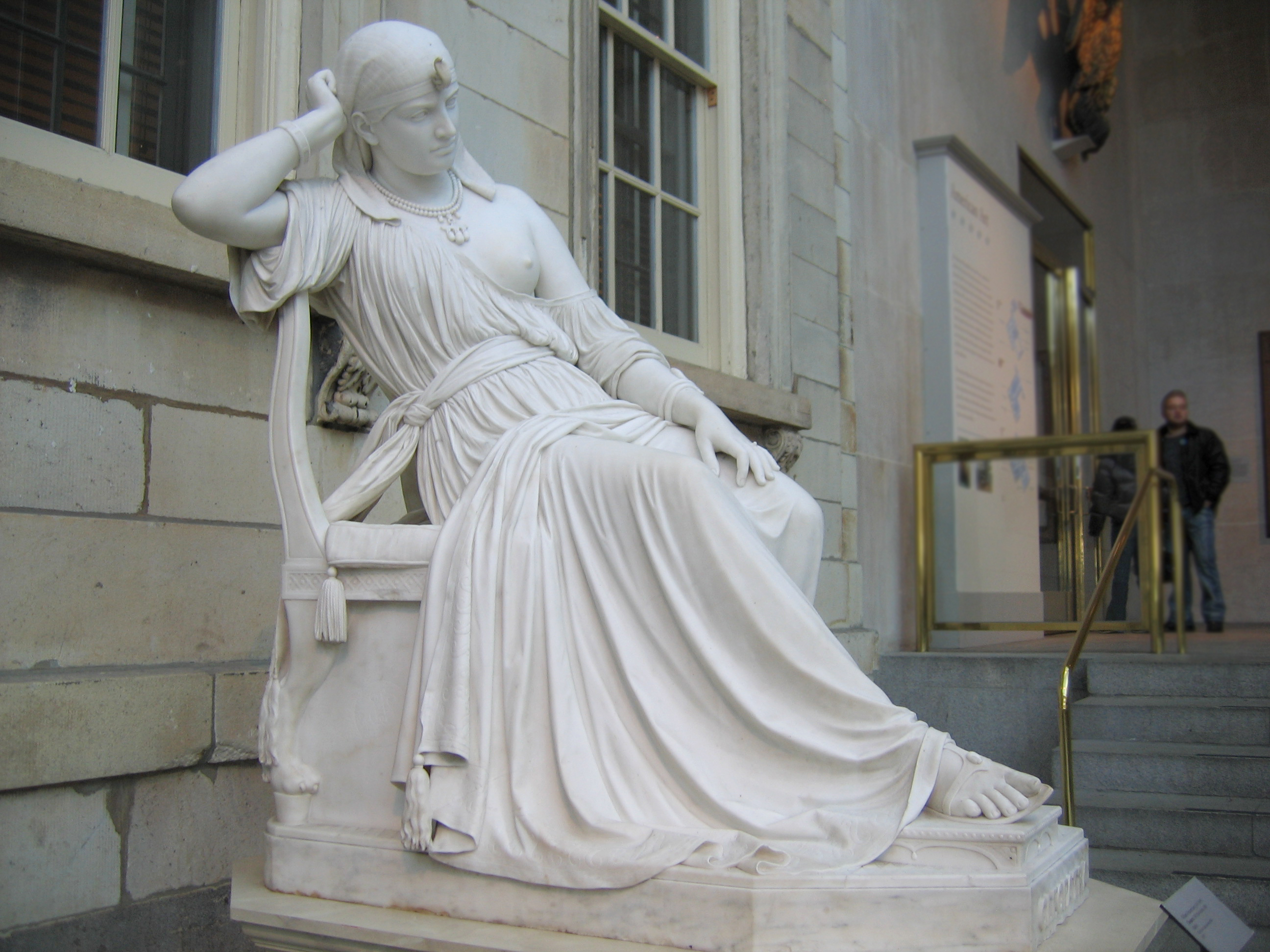
William Wetmore Story, 1869
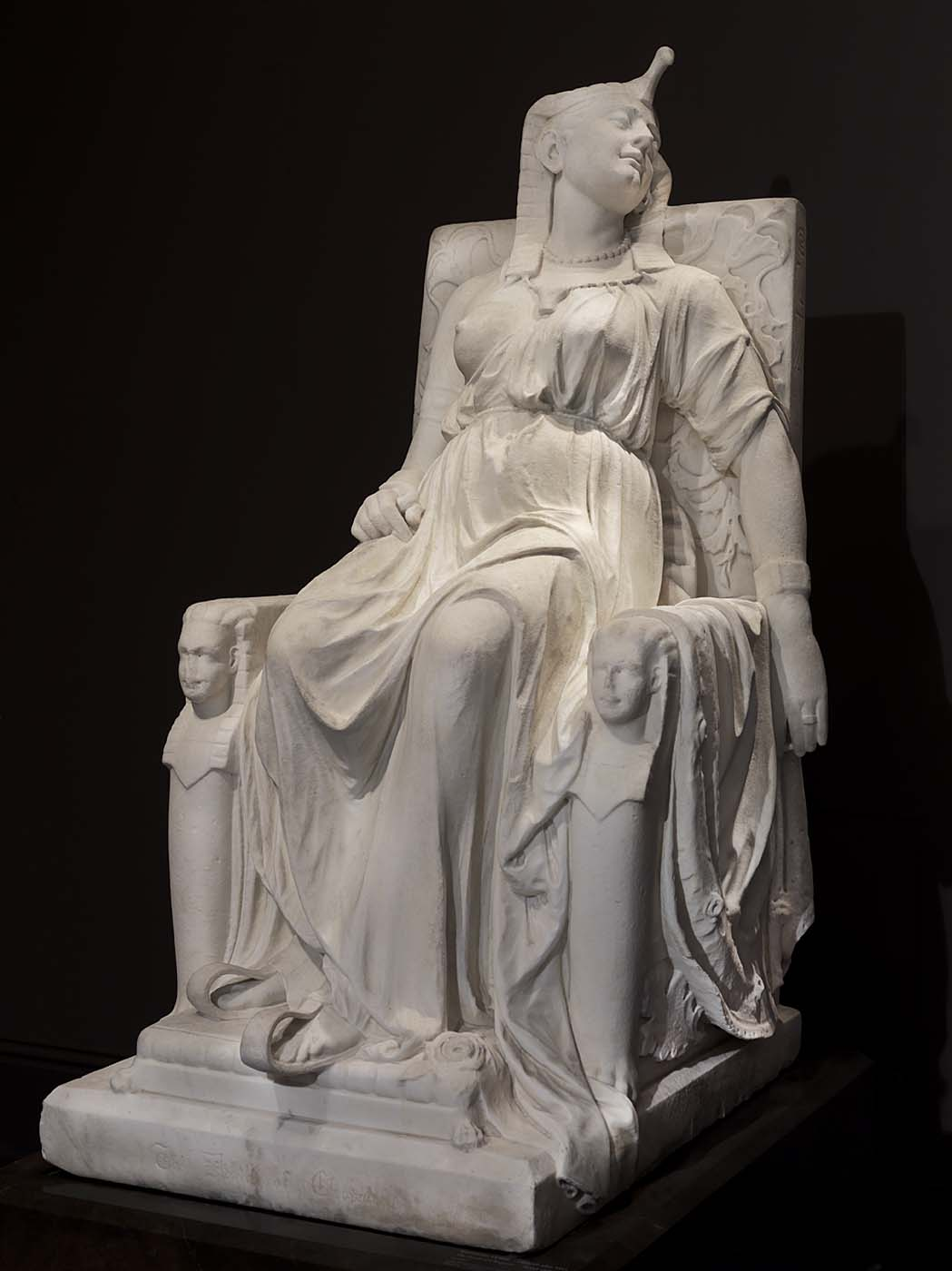
Edmonia Lewis, 1876
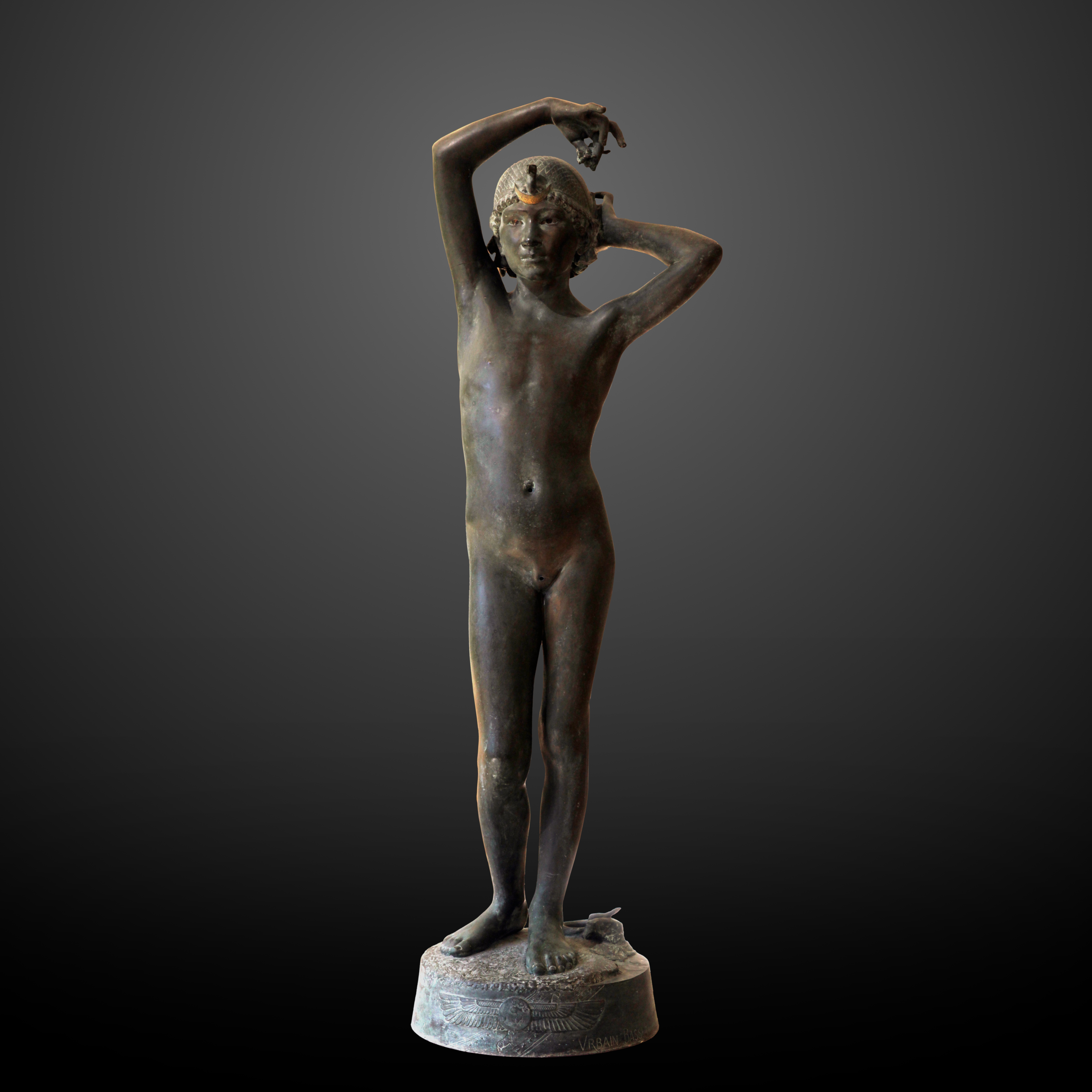
Urbain Basset, 1880
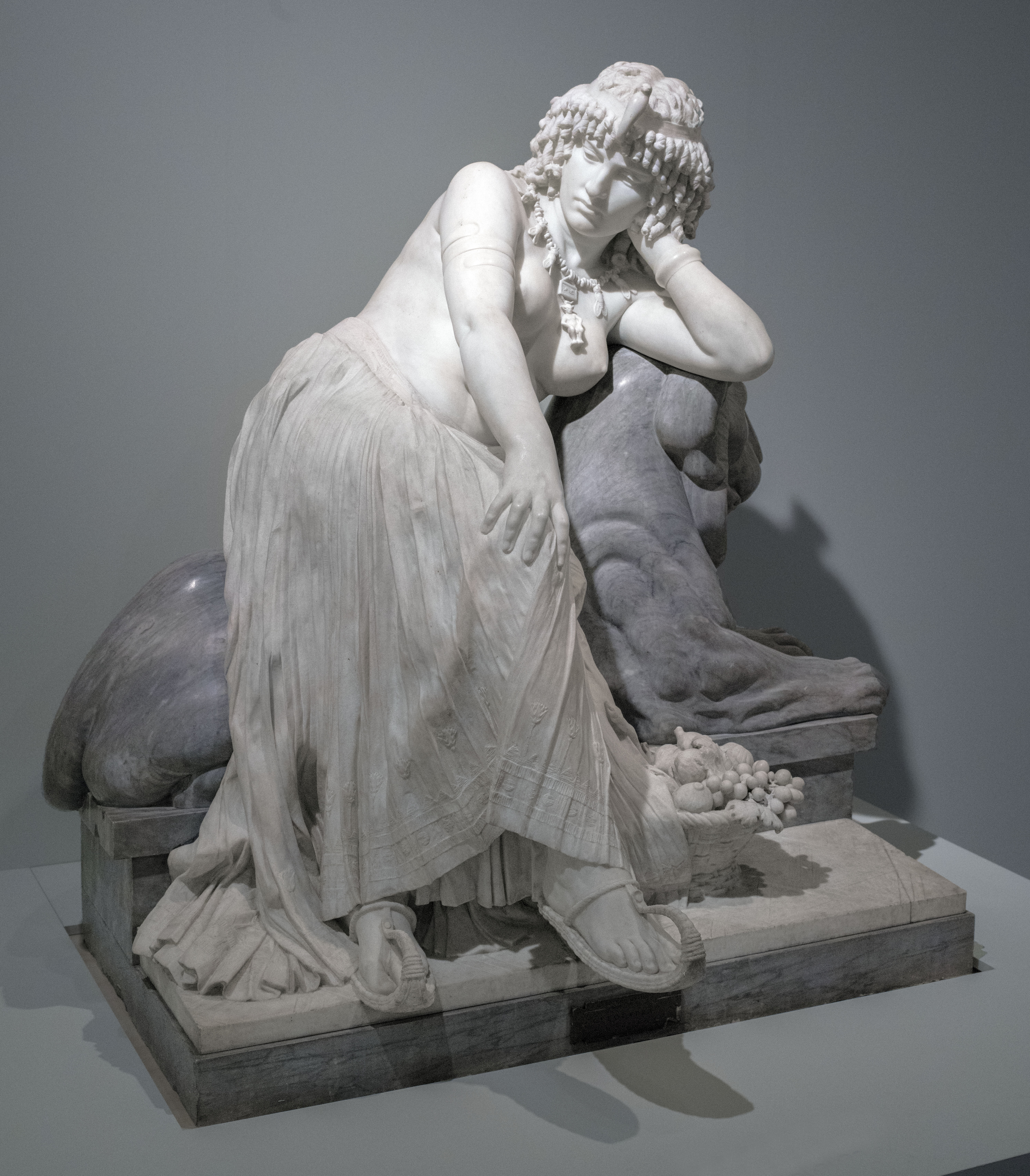
Girolamo Masini, 1882

### Dipinti su Cleopatra

#### Affreschi
- Venere e Cupido, probabilmente nelle fattezze di Cleopatra e Tolomeo XV (seconda metà del I secolo a.C.). Casa di Marco Fabio Rufo, Pompei.
- Morte di Cleopatra (o Sofonisba) (primo quarto del I secolo). Casa di Giuseppe II, Pompei.
- L'incontro di Antonio e Cleopatra (1746-1747). Affresco. 650×300 cm. Dipinto da Giambattista Tiepolo. Palazzo Labia, Venezia.
- Il banchetto di Antonio e Cleopatra (1746-1747). Affresco. 650×300 cm. Dipinto da Giambattista Tiepolo. Palazzo Labia, Venezia.

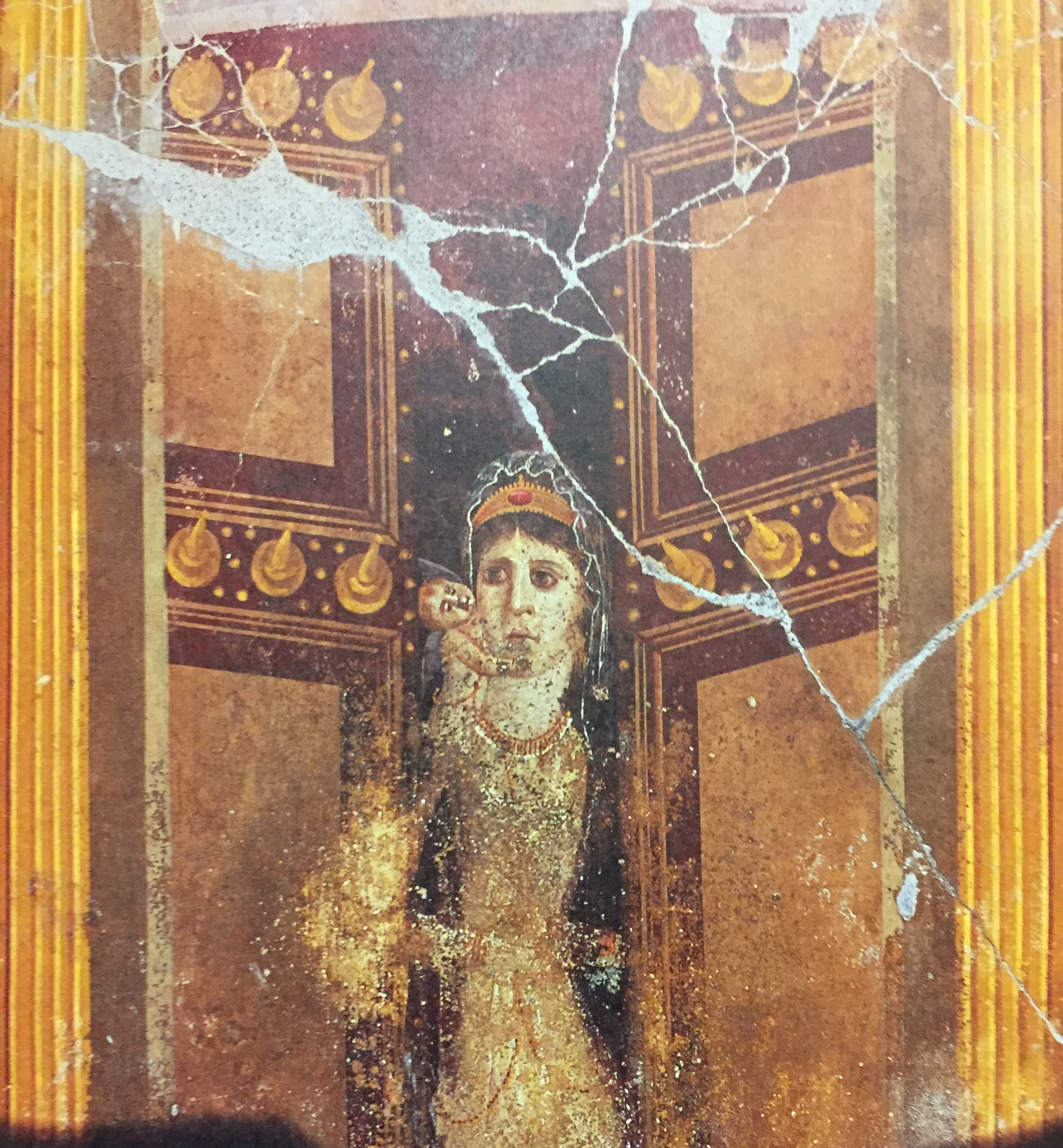
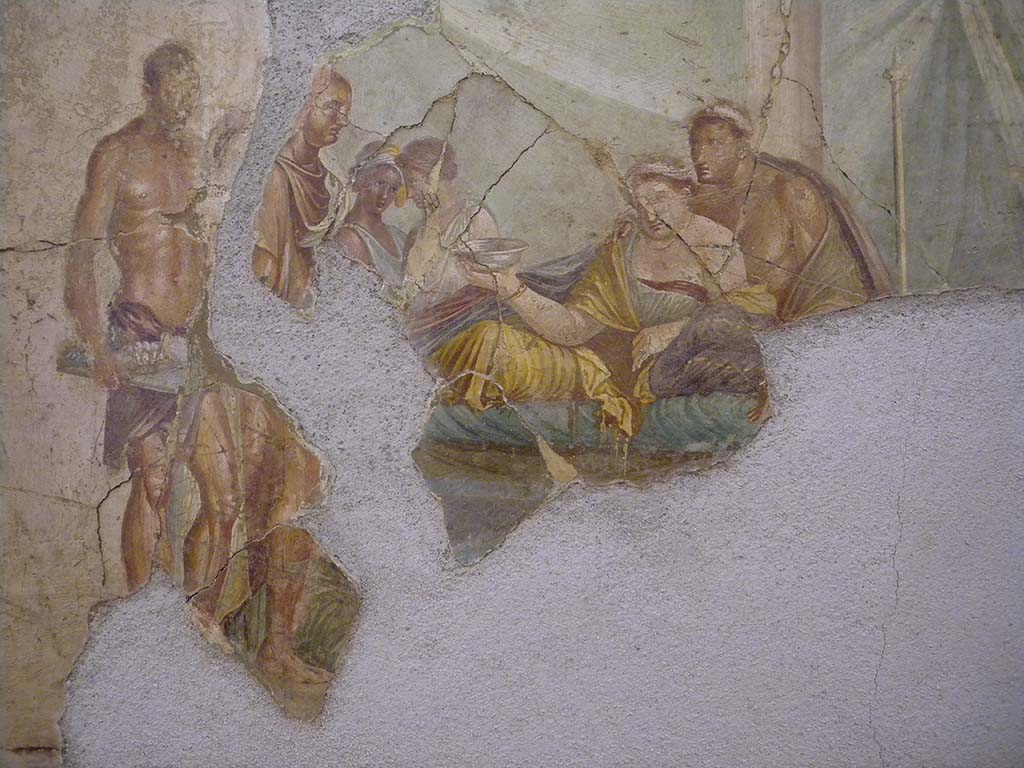
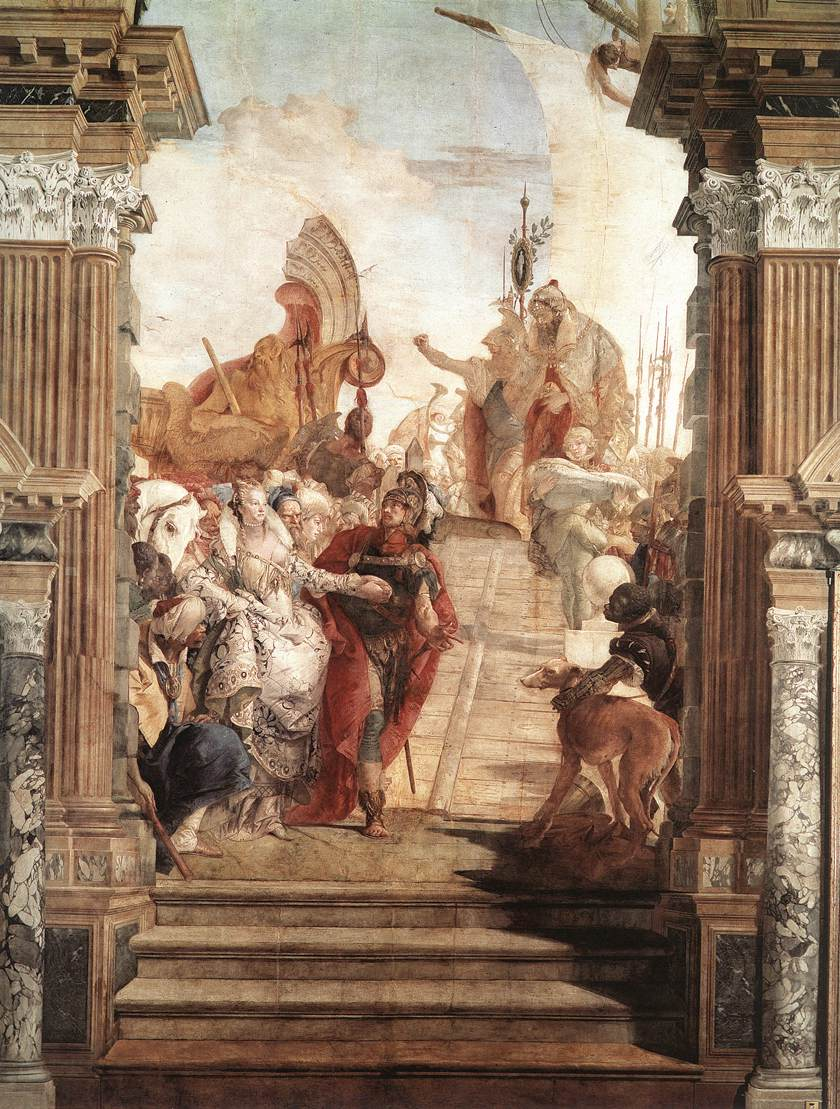
Giambattista Tiepolo, 1746-47
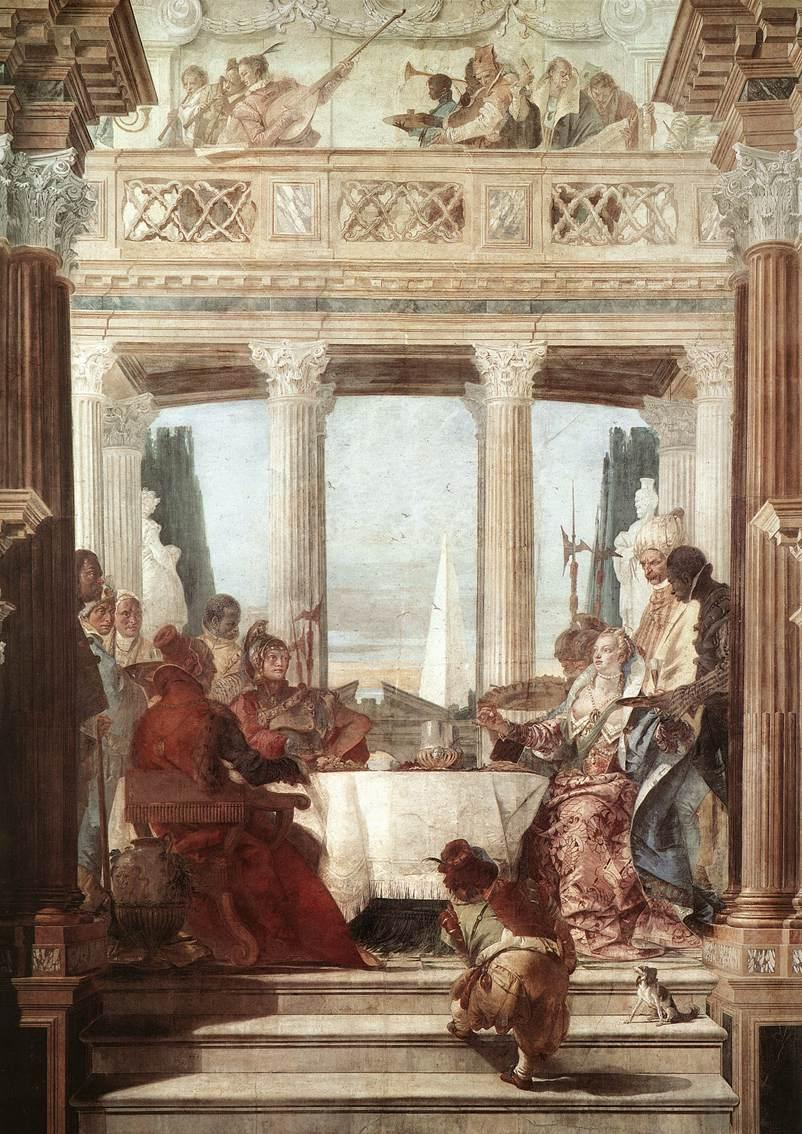
Giambattista Tiepolo, 1746-47

#### Pittura a olio
Cleopatra e la sua morte hanno ispirato centinaia di dipinti dal Rinascimento ad oggi. Di seguito una lista di alcuni dei più famosi:
- Morte di Cleopatra (1515). Olio su pannello. 73×57 cm. Dipinto da Giovan Pietro Rizzoli detto Giampietrino. Museo del Louvre, Parigi.
- Morte di Cleopatra (1525 ca.). Olio su tela. 94,7×73 cm. Dipinto da Rosso Fiorentino. Herzog Anton Ulrich-Museum, Braunschweig.
- Cleopatra (1620 ca.). Olio su tela. 97×71,5 cm. Dipinto da Artemisia Gentileschi. Collezione della Fondazione Cavallini-Sgarbi, Ferrara.
- Suicidio di Cleopatra (1621). Olio su tela. 116.8×93.3 cm. Dipinto da Giovanni Francesco Barbieri detto Guercino. Norton Simon Museum, Pasadena.
- Cleopatra (1630 ca.). Olio su tela. 113.7×94.9 cm. Dipinto da Guido Reni. Palazzo Pitti, Firenze.
- La morte di Cleopatra (1640 ca.). Olio su tela. 250×260 cm. Dipinto da Alessandro Turchi. Museo del Louvre, Parigi
- Cléopâtre se donnant la mort (1640-1650). Olio su tela. 81×95 cm. Dipinto da Claude Vignon. Museo delle belle arti, Rennes.
- Cleopatra morente (1648). Olio su tela. 173×287 cm. Dipinto dal Guercino. Musei di Strada Nuova, Genova.
- Morte di Cleopatra (1659). Olio su tela. 153×168.5 cm. Dipinto da Guido Cagnacci. Kunsthistorisches Museum, Vienna.
- Morte di Cleopatra (1660). Olio su tela. 120×158 cm. Dipinto da Guido Cagnacci. Pinacoteca di Brera, Milano.
- Il banchetto di Cleopatra (1680). Olio su tela. 74×95.5 cm. Dipinto da Gérard de Lairesse. Rijksmuseum, Amsterdam.
- Cleopatra (1725 ca.). Olio su tela. 102.87×74.3 cm. Dipinto da François Lemoyne. Minneapolis Institute of Art, Minneapolis
- Banchetto di Antonio e Cleopatra (1743-1745). Olio su tela. 248.2×357.8 cm. Dipinto da Giambattista Tiepolo. National Gallery of Victoria, Melbourne.
- Incontro di Antonio e Cleopatra (1748). Olio su tela. 66.8×38.4 cm. Dipinto da Giambattista Tiepolo. National Gallery of Scotland, Edimburgo.
- Morte di Cleopatra (1797). Olio su tela. 64.5×80 cm. Dipinto da Jean-Baptiste Regnault. Museum Kunstpalast, Düsseldorf.
- Il trionfo di Cleopatra (1821). Olio su tela. 106.5×132.5 cm. Dipinto da William Etty. Lady Lever Art Gallery, Port Sunlight.
- Cleopatra ed il contadino (1838). Olio su tela. 98×123 cm. Dipinto da Eugène Delacroix. Ackland Art Museum, University of North Carolina, Chapel Hill.
- Cleopatra e Cesare (1866). Olio su tela. 183×129.5 cm. Dipinto da Jean-Léon Gérôme. Collezione privata.
- Morte di Cleopatra (1874). Olio su tela. 195×286 cm. Dipinto da Jean-André Rixens. Musée des Augustins, Tolosa.
- La morte di Cleopatra (1881). Olio su tela. 250×340 cm. Dipinto da Juan Luna. Museo del Prado, Madrid.
- Antonio e Cleopatra (1885). Olio su tavola. 65.5×92 cm. Dipinto da Lawrence Alma-Tadema. Collezione privata.
- Cleopatra prova dei veleni sui condannati a morte. Olio su tela. 162.6×287.6 cm. Dipinto da Alexandre Cabanel. Museo reale di belle arti, Anversa.
- Cleopatra sulle Terrazze di File (1896). Olio su tela. 75.8×117 cm. Dipinto da Frederick Arthur Bridgman. Dahesh Museum of Art, New York.
- Cleopatra (1911). Olio su tela. 100×69 cm. Dipinto da Benczúr Gyula. Déri Museum, Debrecen.

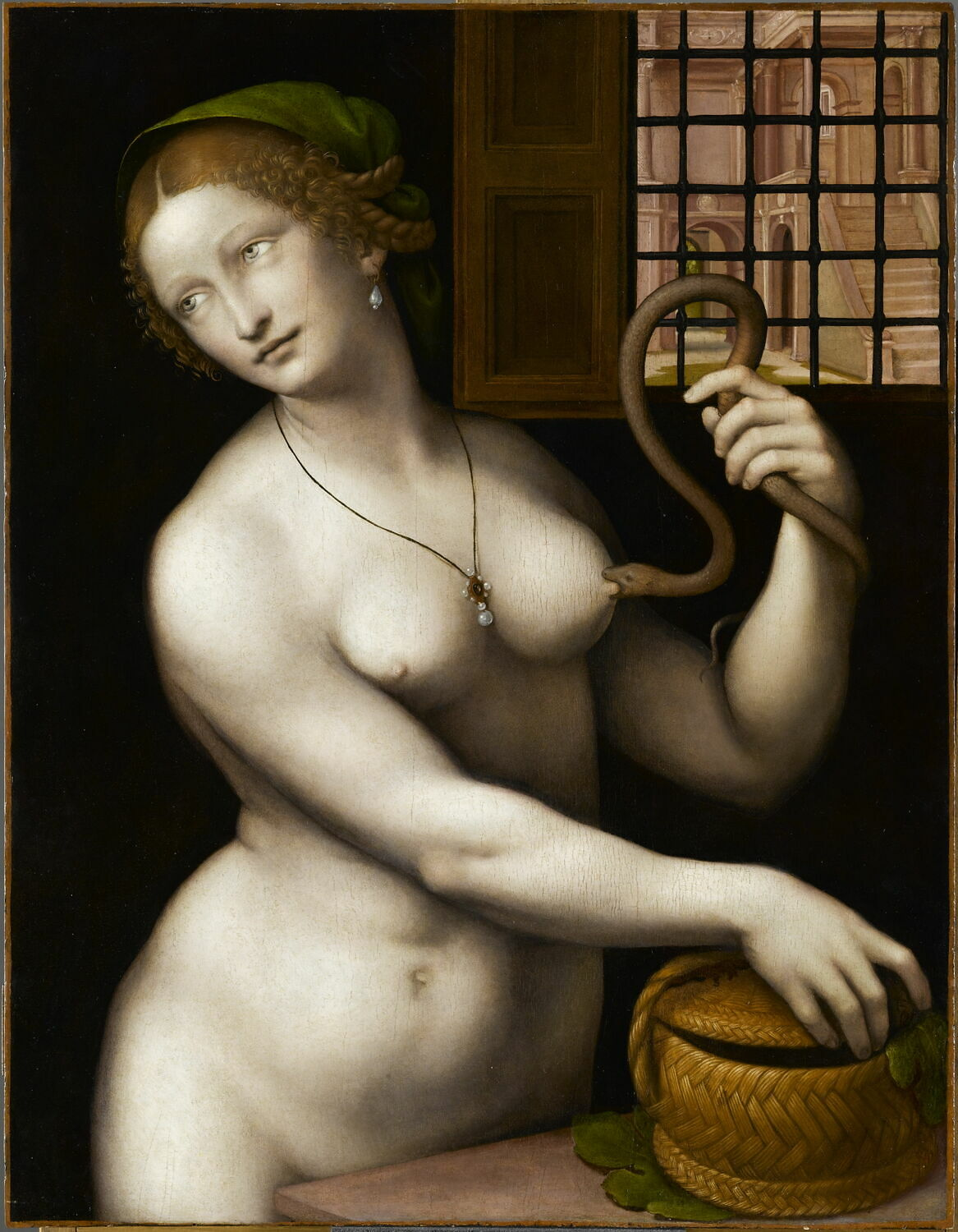
Giampietrino, 1515
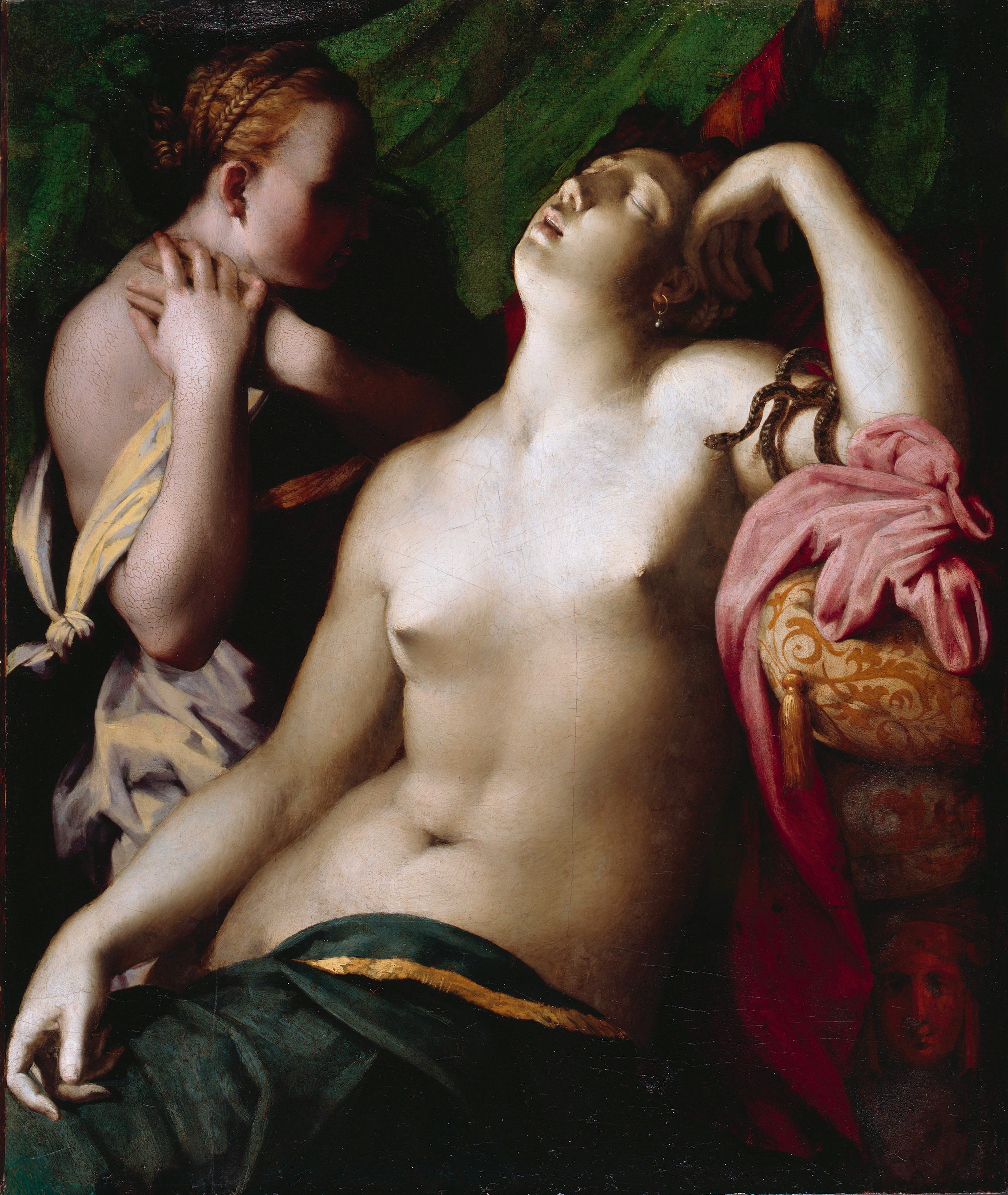
Rosso Fiorentino, 1525 ca.
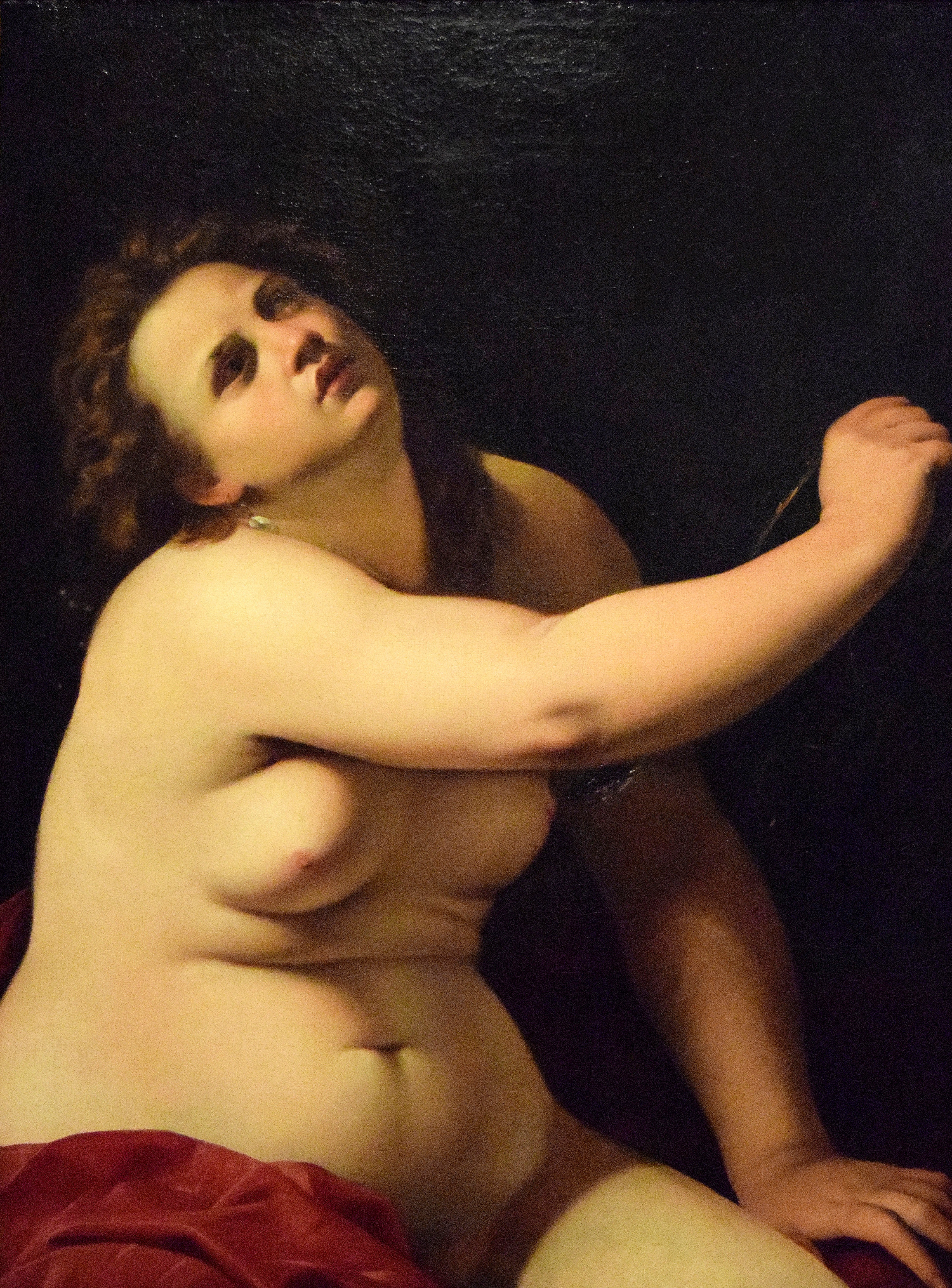
Artemisia Gentileschi, 1620 ca.
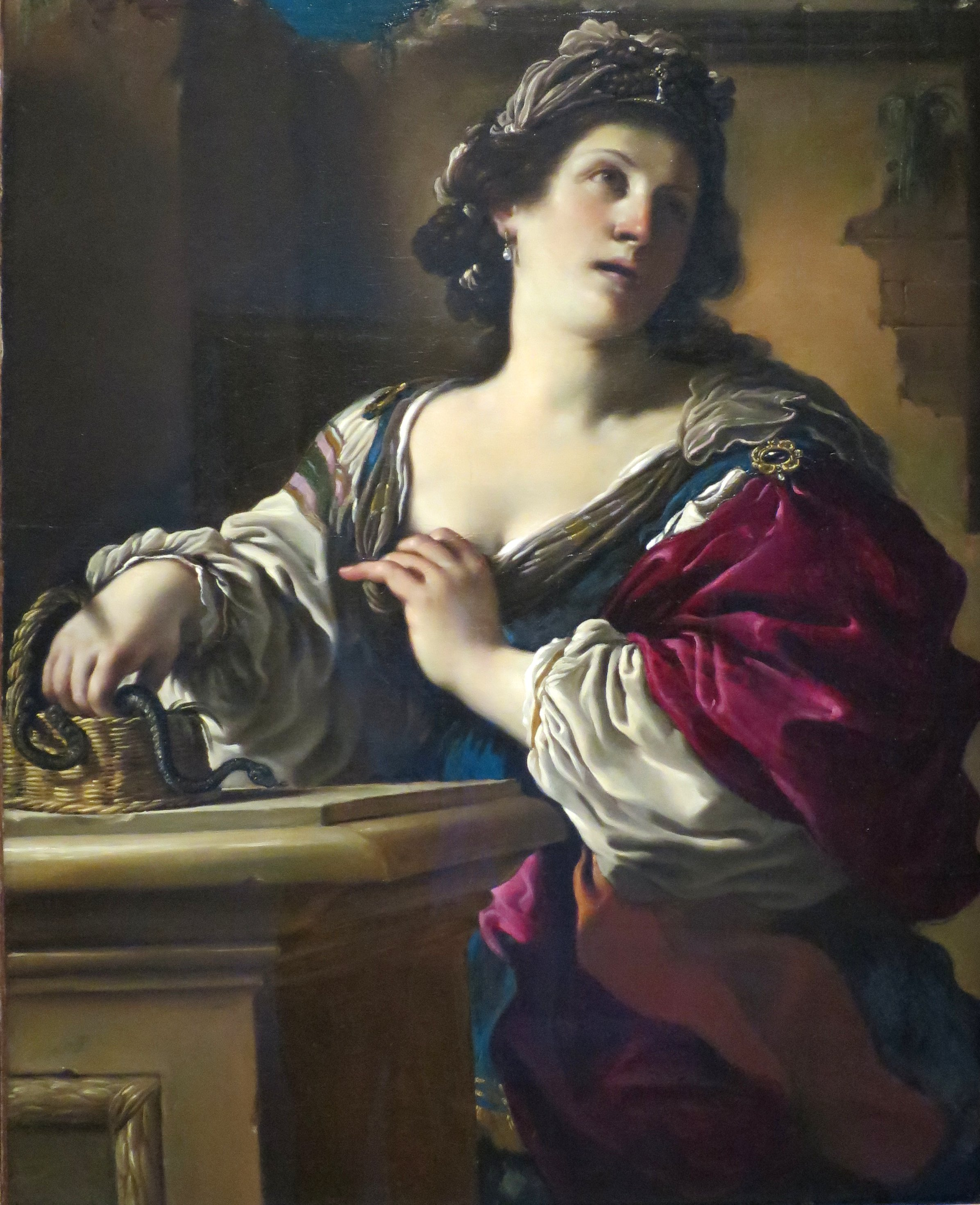
Guercino, 1621
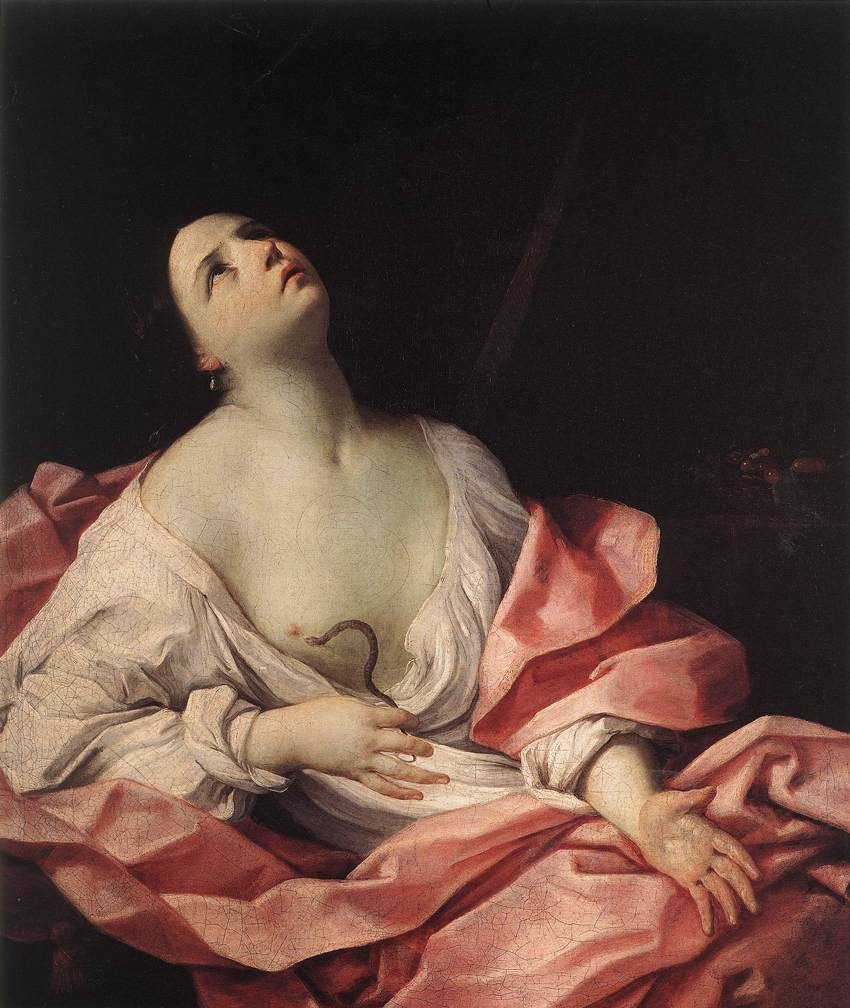
Guido Reni, 1630 ca.
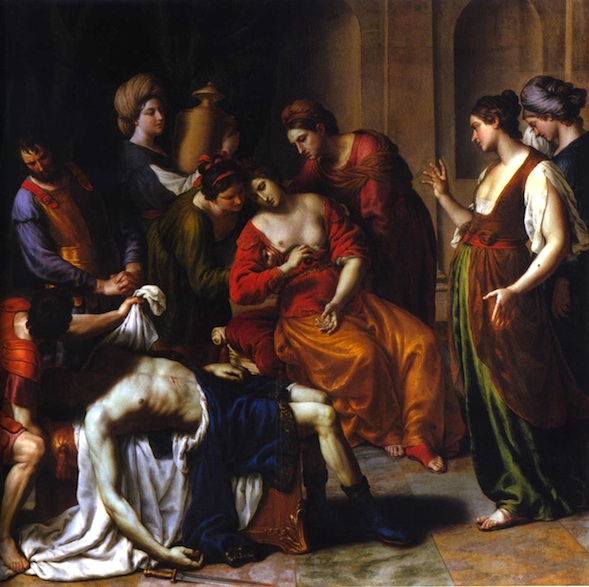
Alessandro Turchi, 1640 ca.
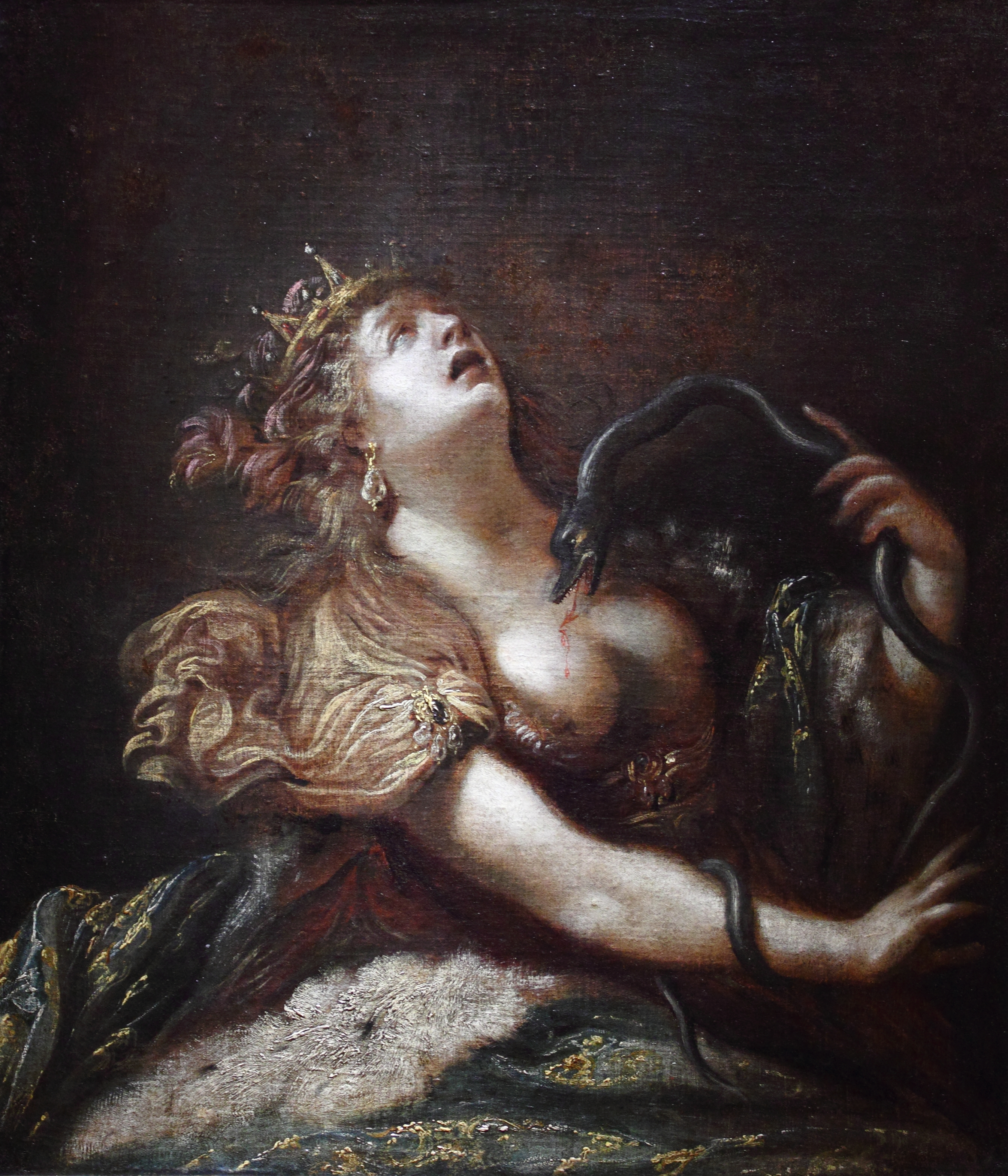
Claude Vignon, 1645 ca.
Guercino, 1648
Guido Cagnacci, 1659
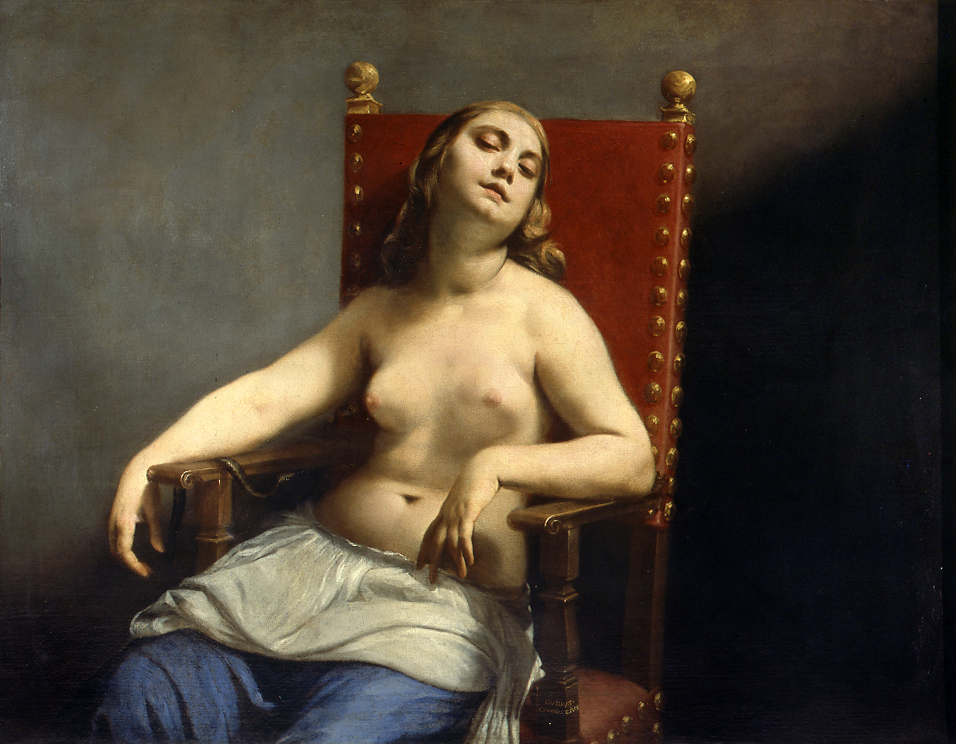
Guido Cagnacci, 1660
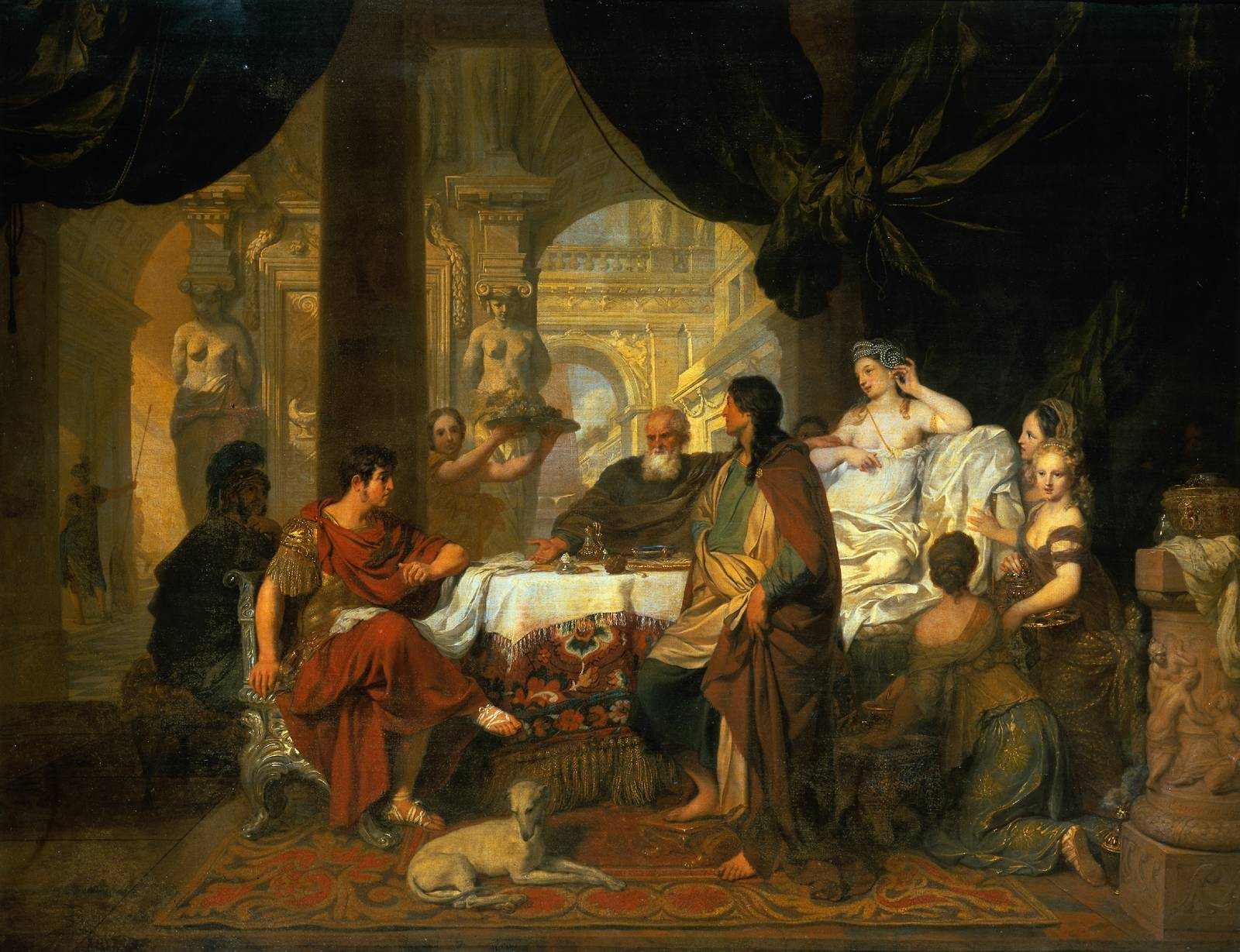
Gérard de Lairesse, 1680
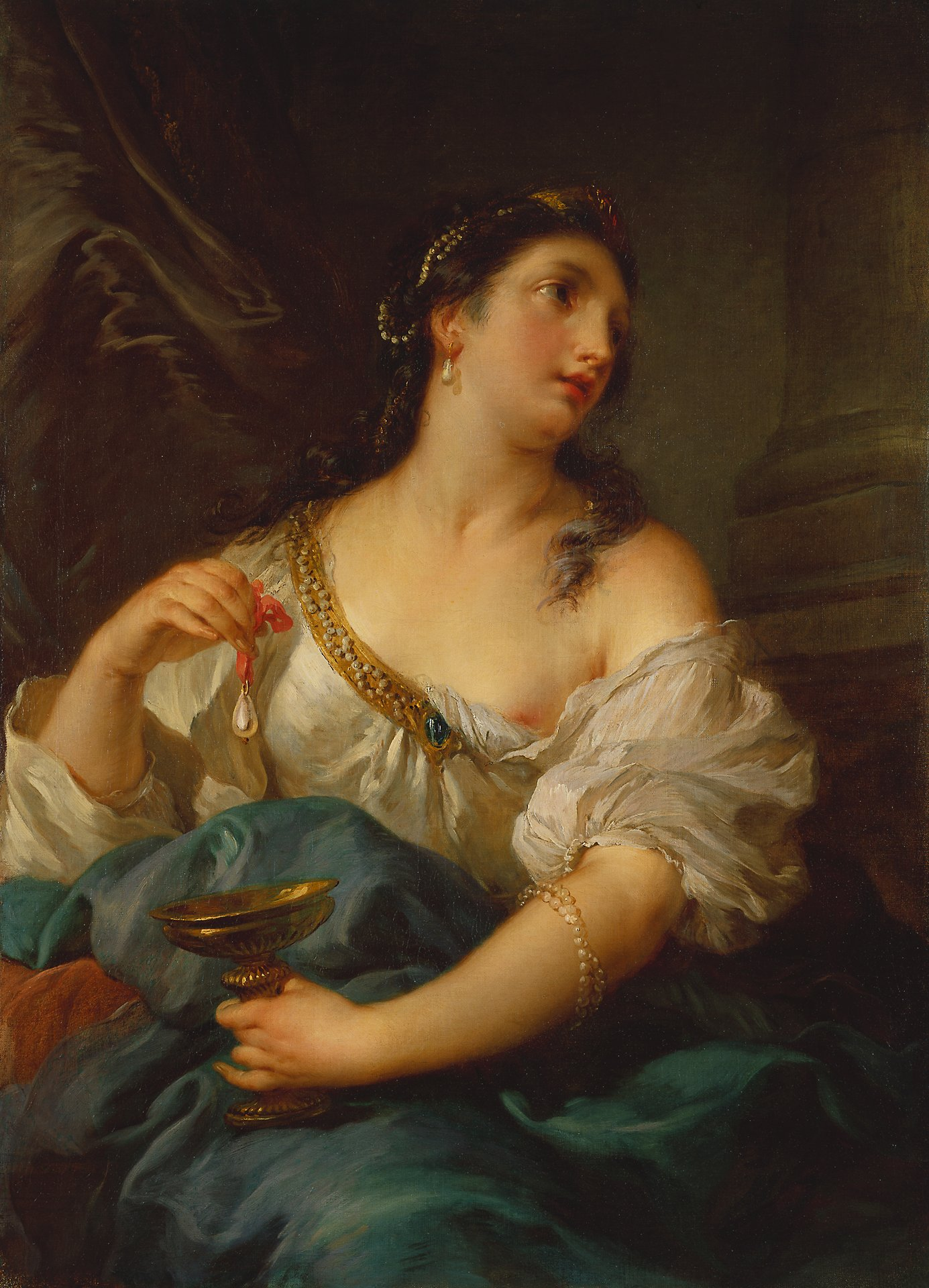
François Lemoyne, 1725 ca.
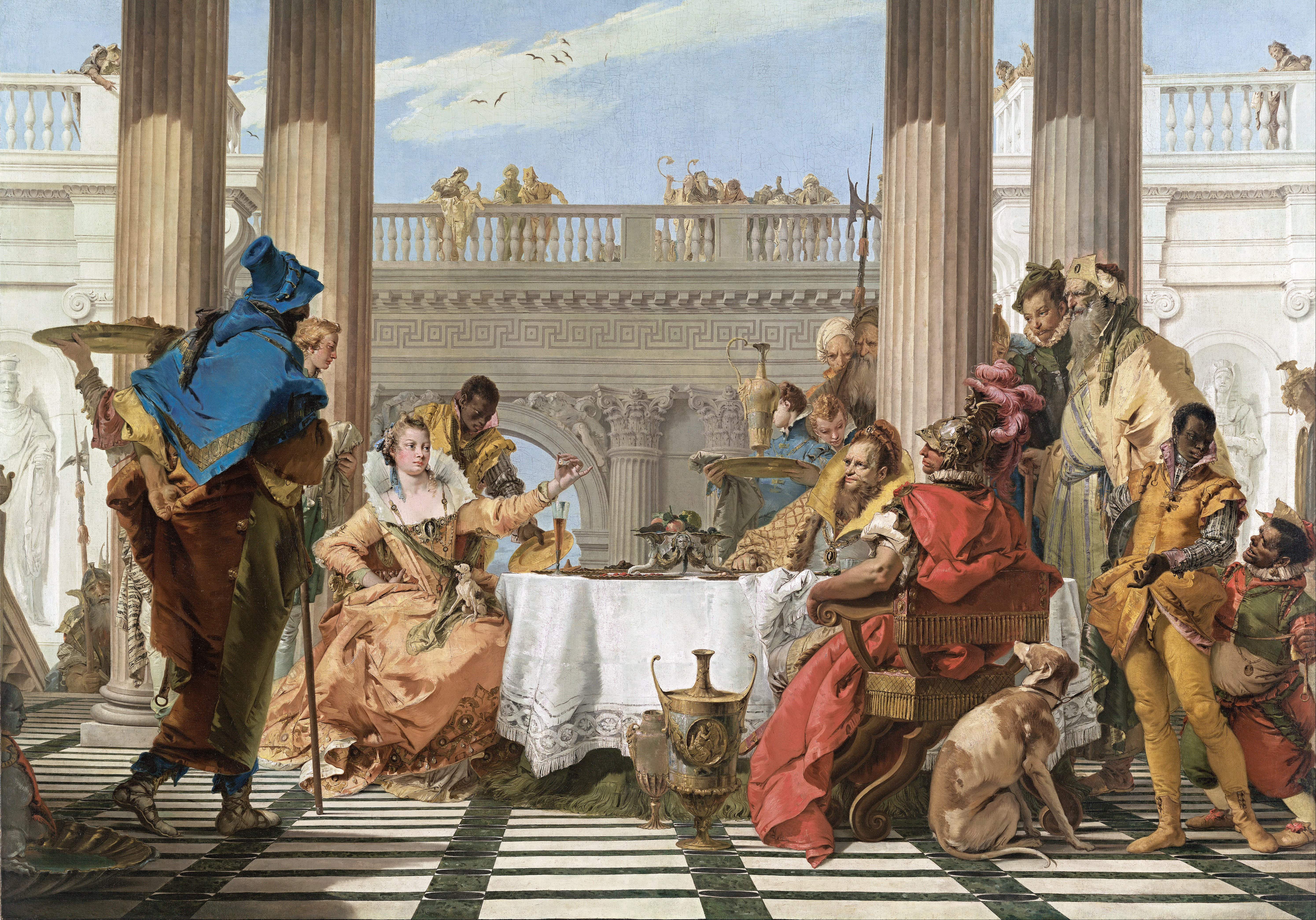
Giambattista Tiepolo, 1744 ca.
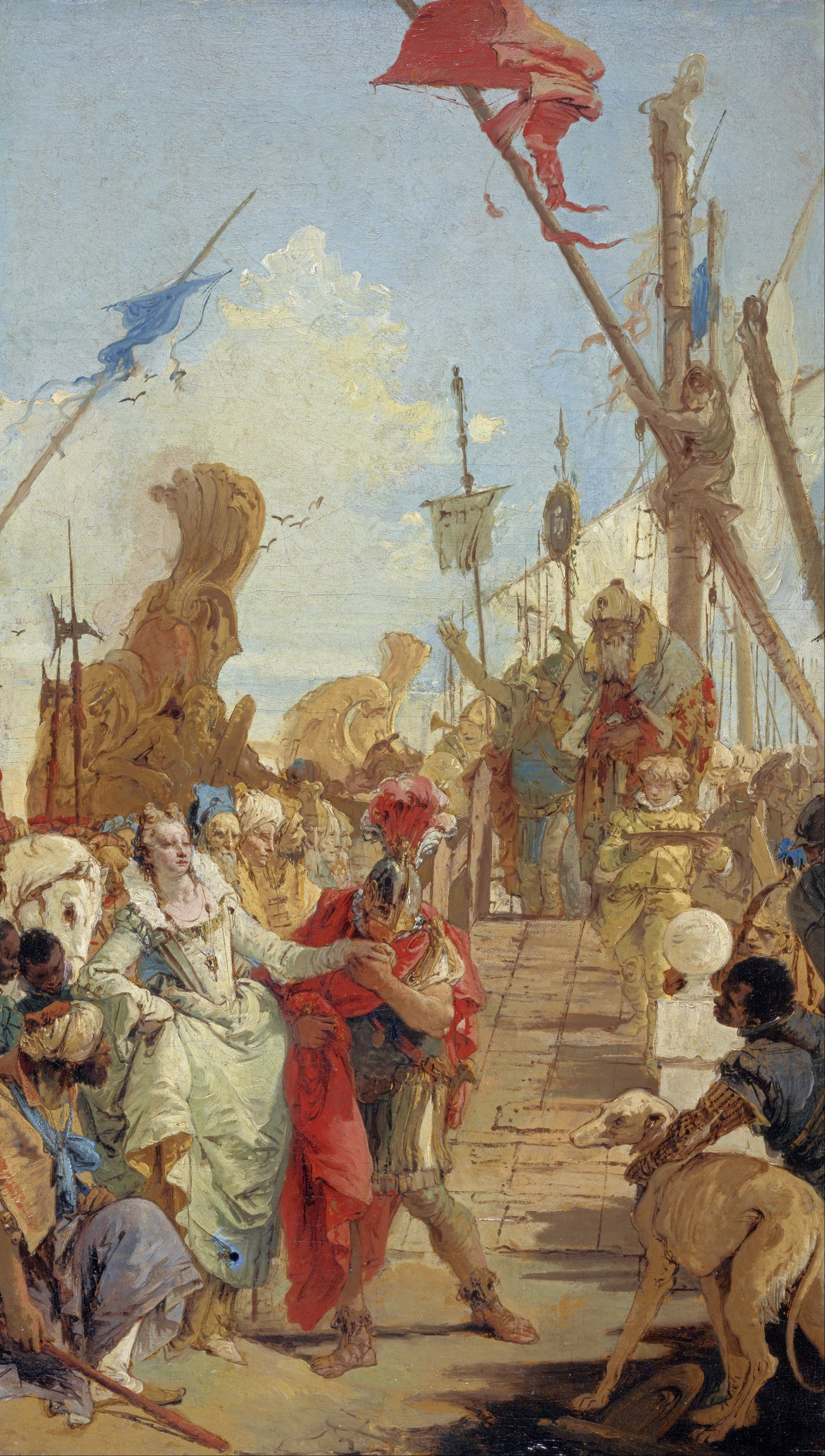
Giambattista Tiepolo, 1748
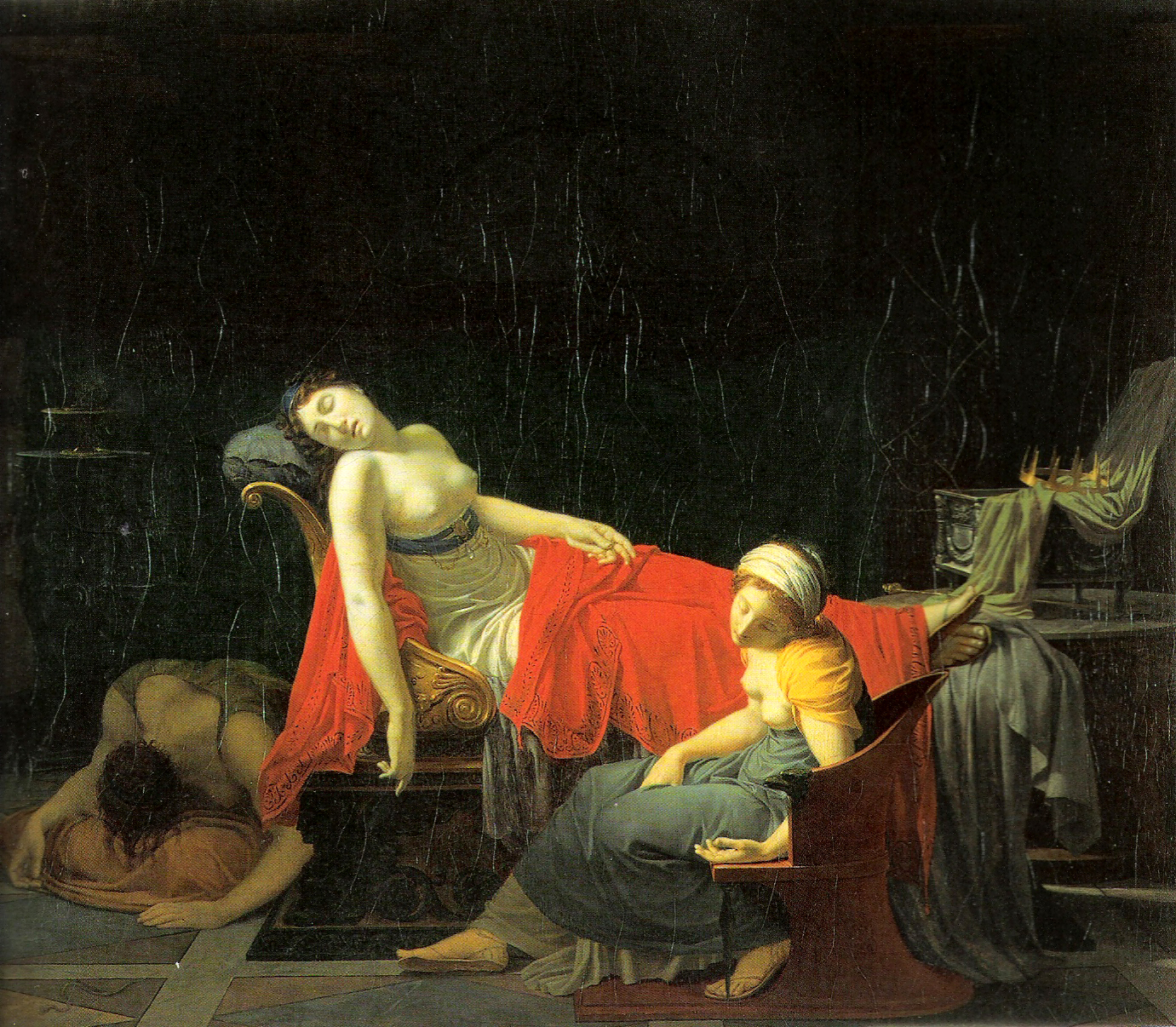
Jean-Baptiste Regnault, 1797
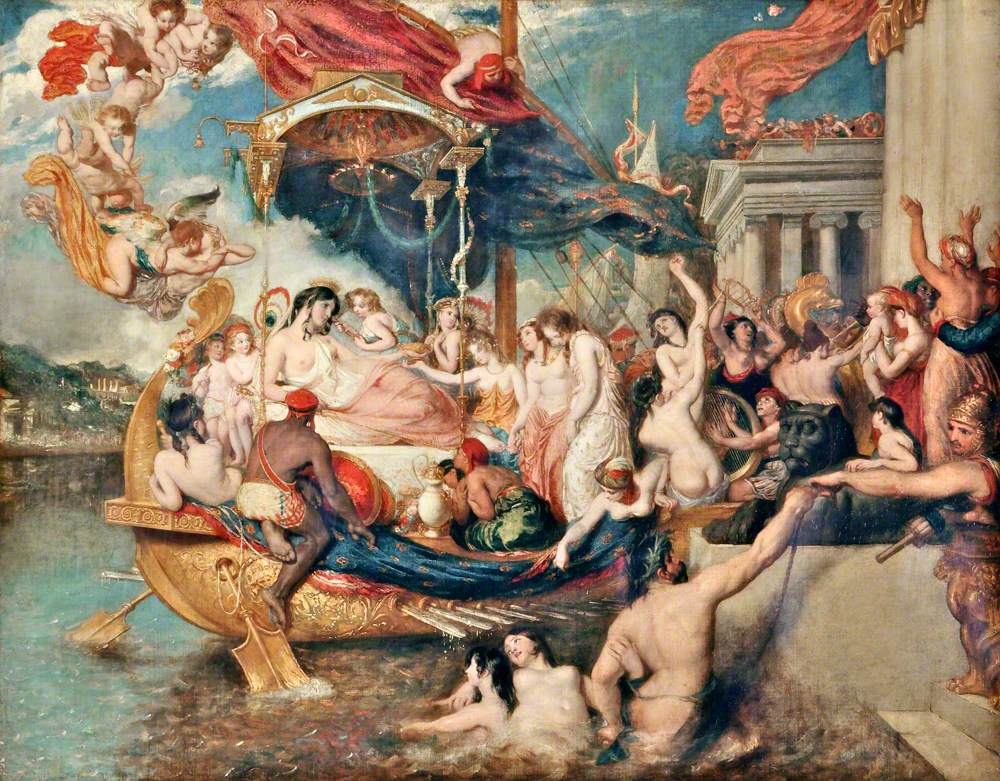
William Etty, 1821
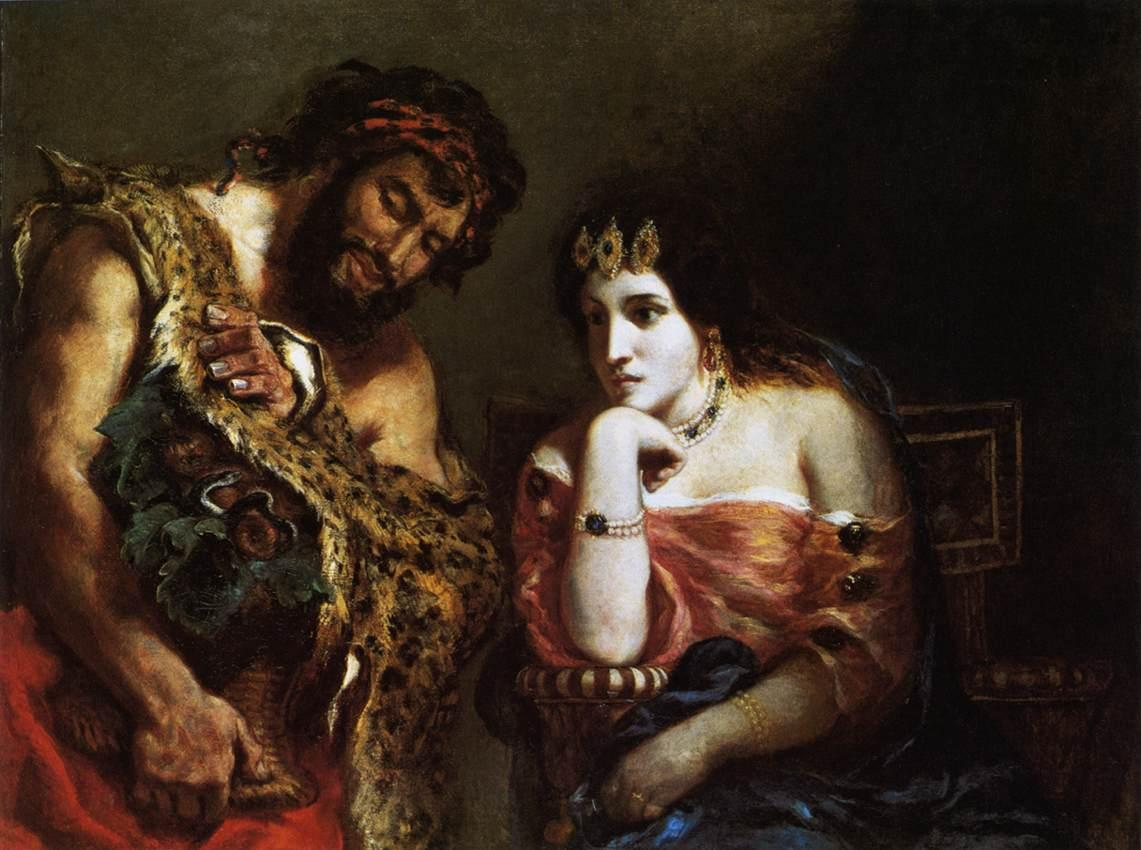
Eugène Delacroix, 1838
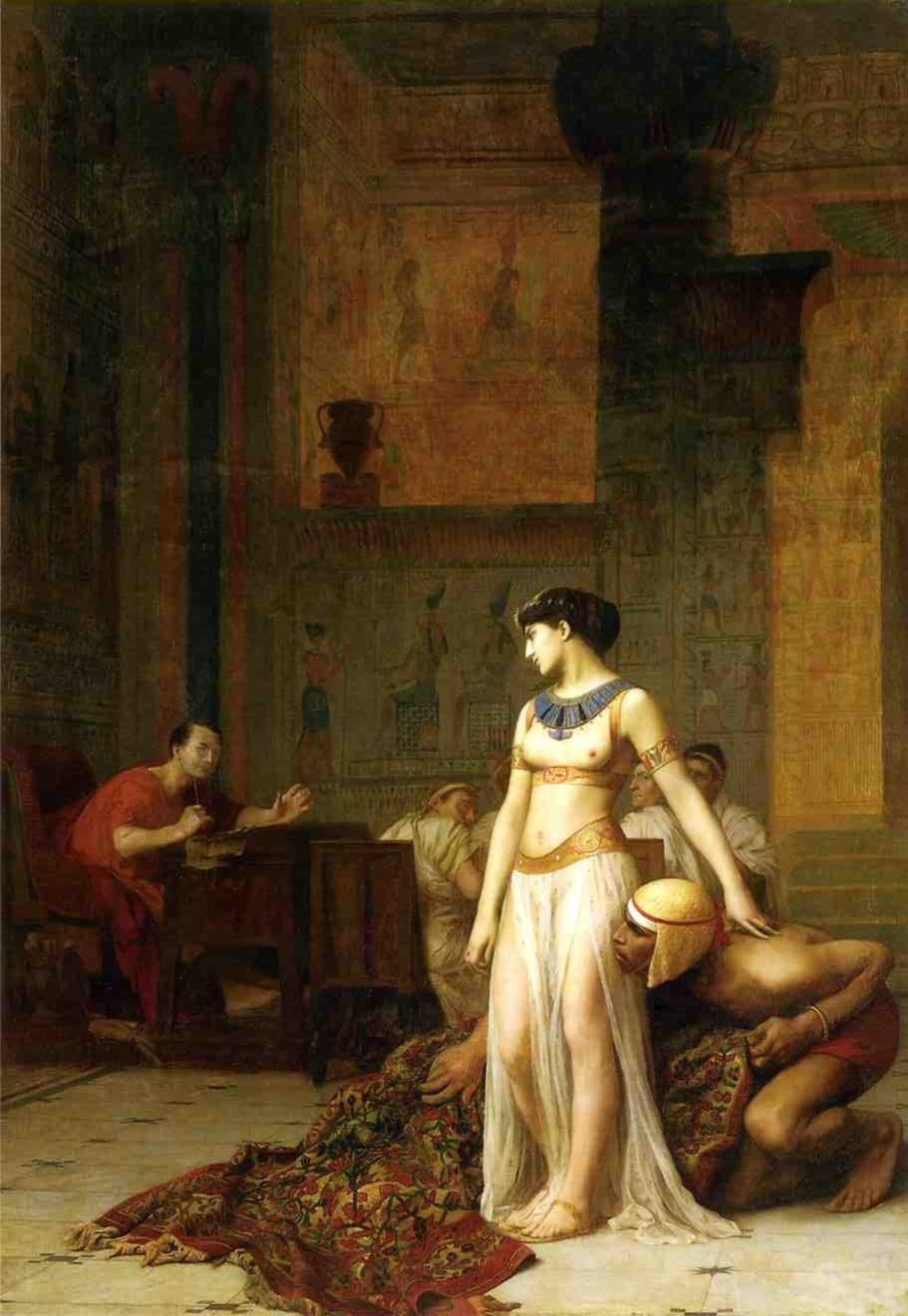
Jean-Léon Gérôme, 1866
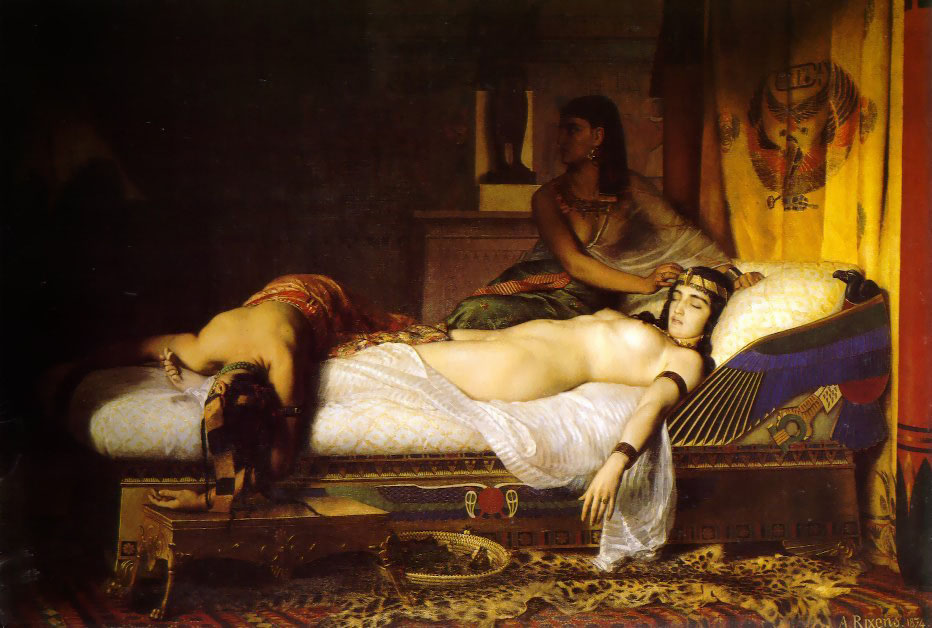
Jean-André Rixens, 1874
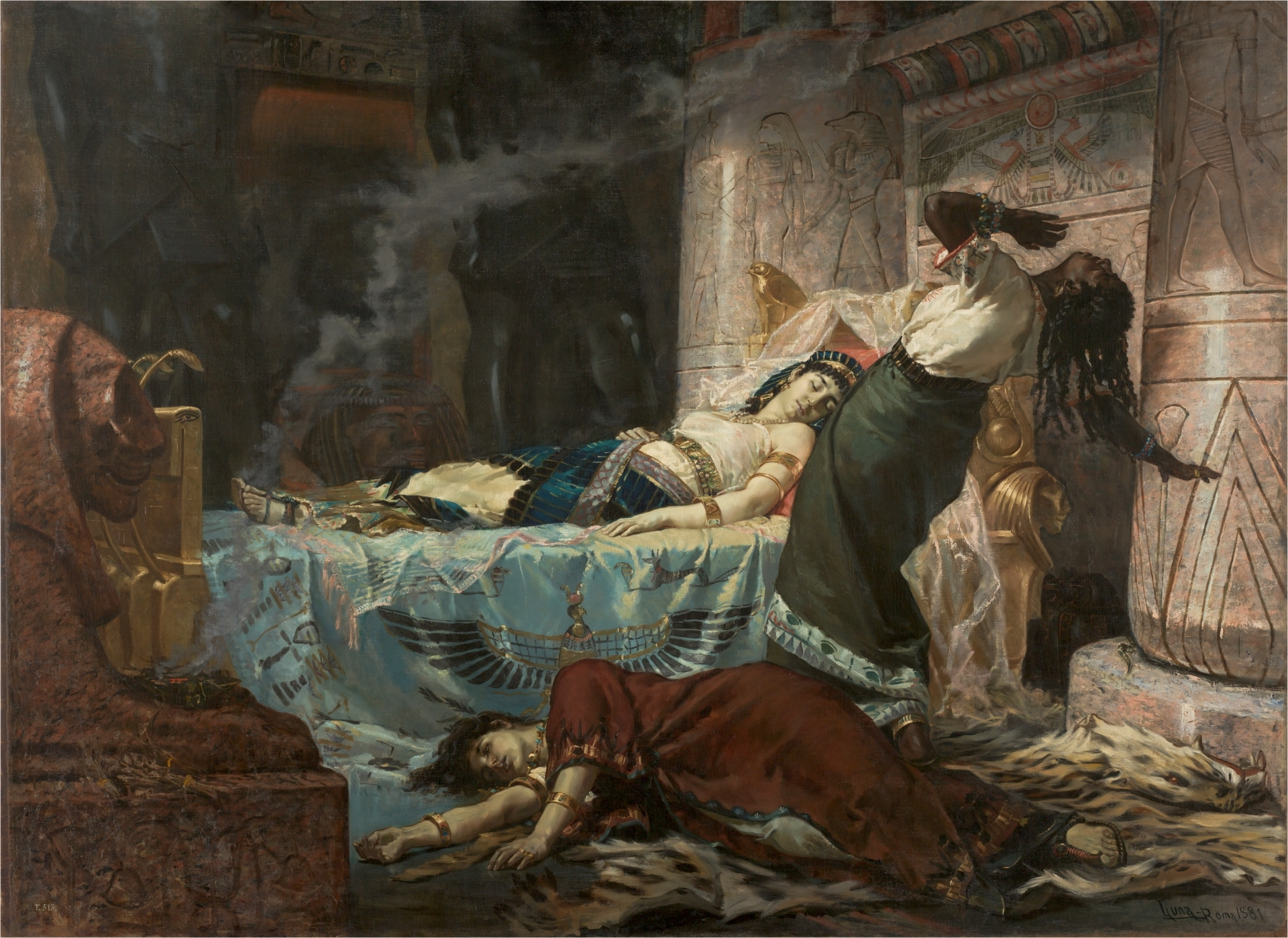
Juan Luna, 1881
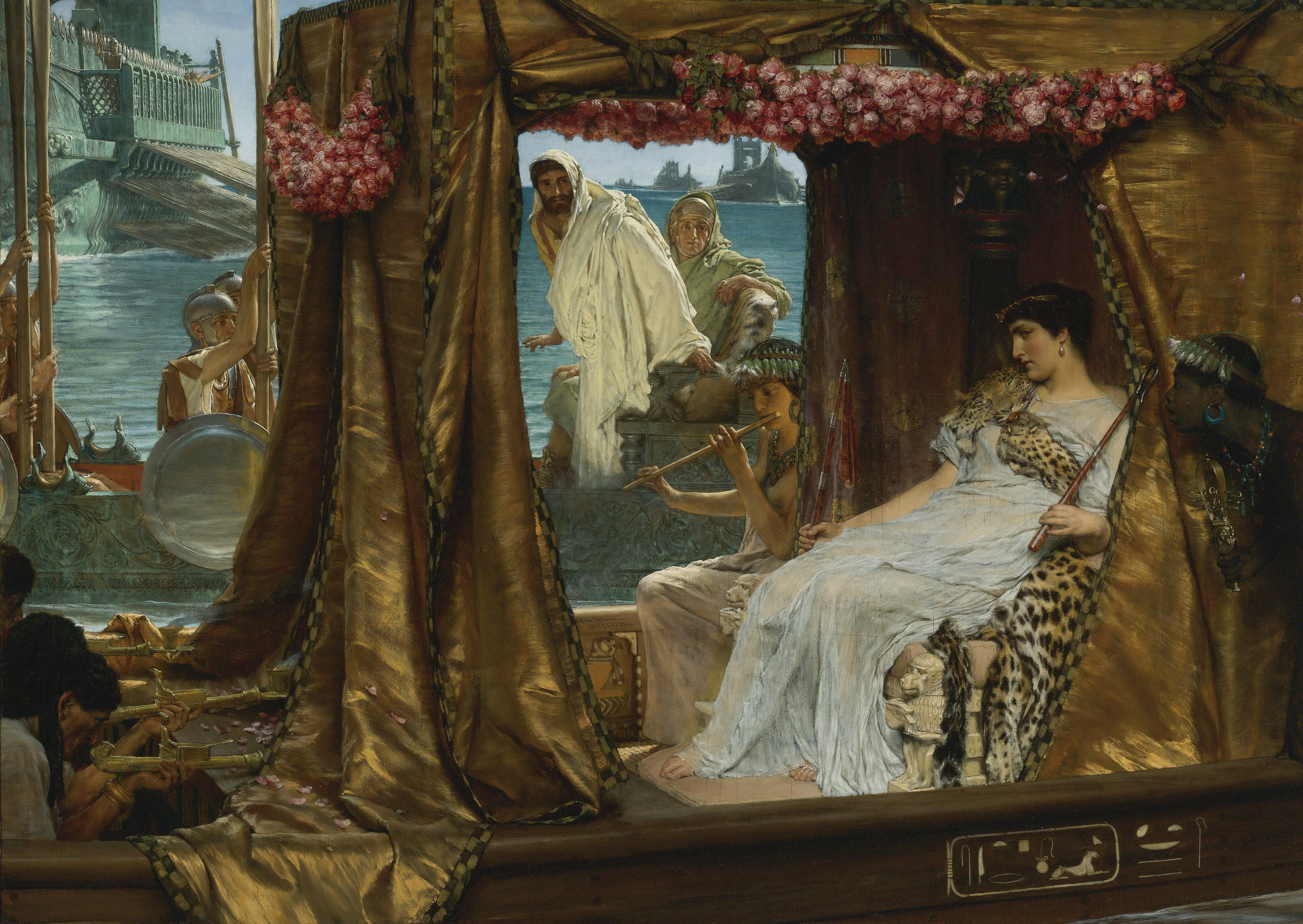
Lawrence Alma-Tadema, 1885
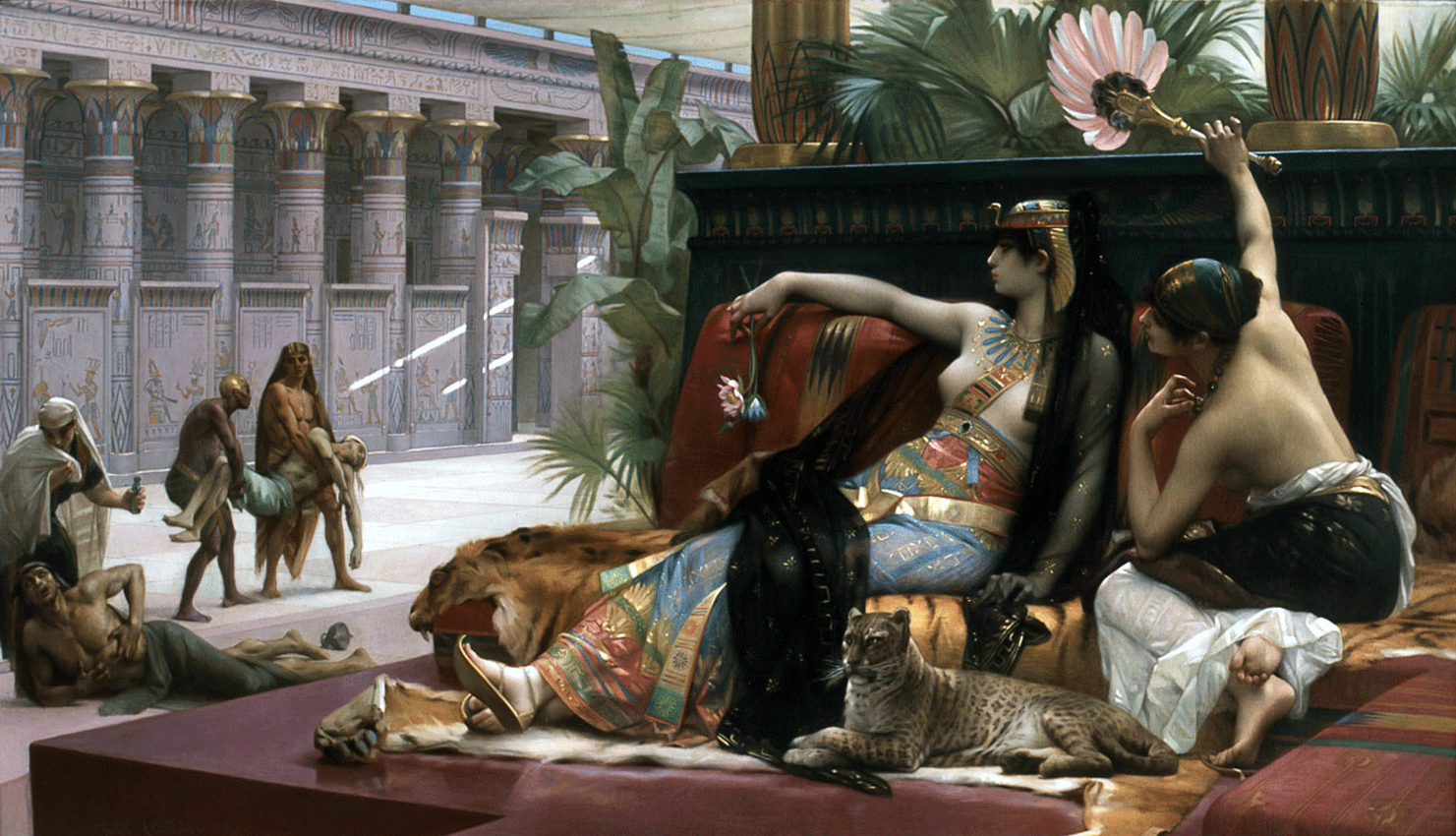
Alexandre Cabanel, 1887
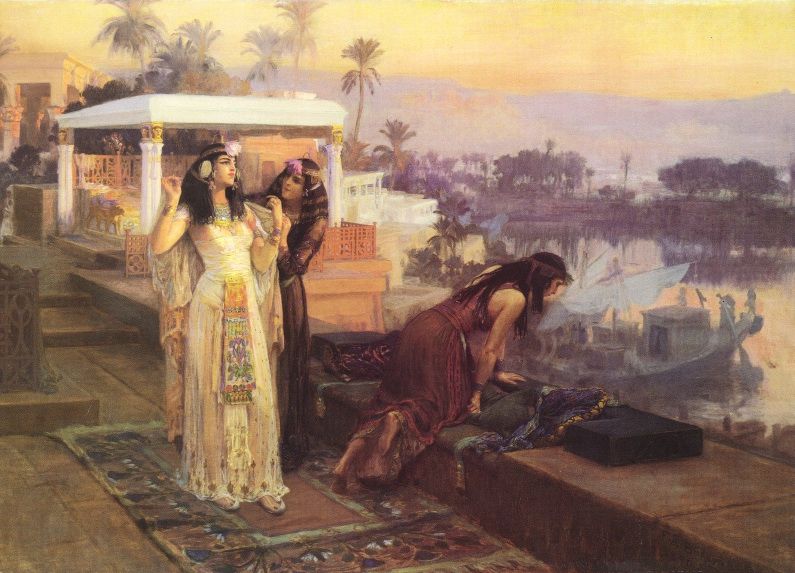
Frederick Arthur Bridgman, 1896
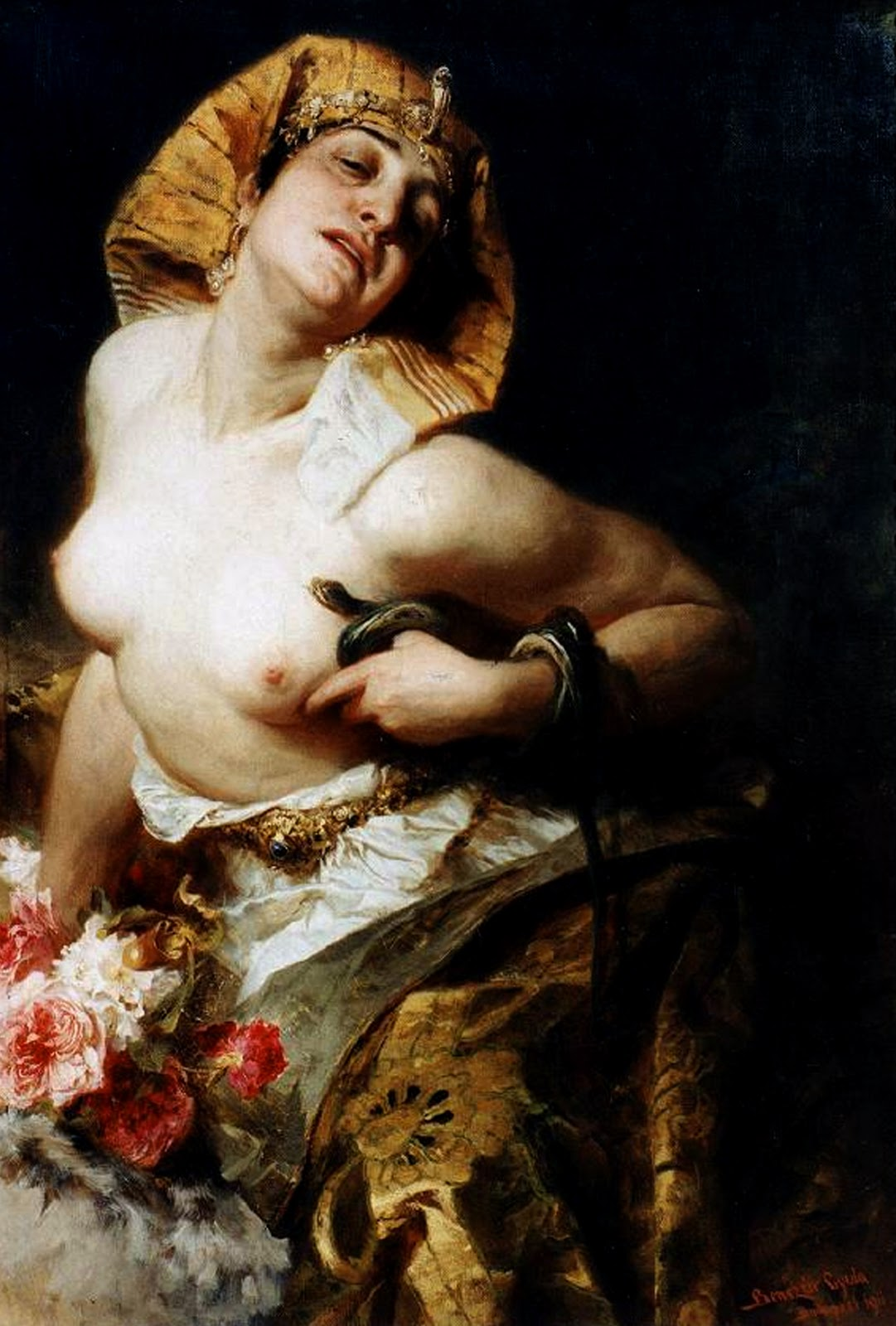
Benczúr Gyula, 1911

#### Altri tipi di pittura
- Tomba di Marco Antonio e Cleopatra (1409). Miniatura. Dipinto dal Maestro di Boucicaut.
- Cleopatra (1934). Stampa da calendario. Dipinto da Edward Mason Eggleston.

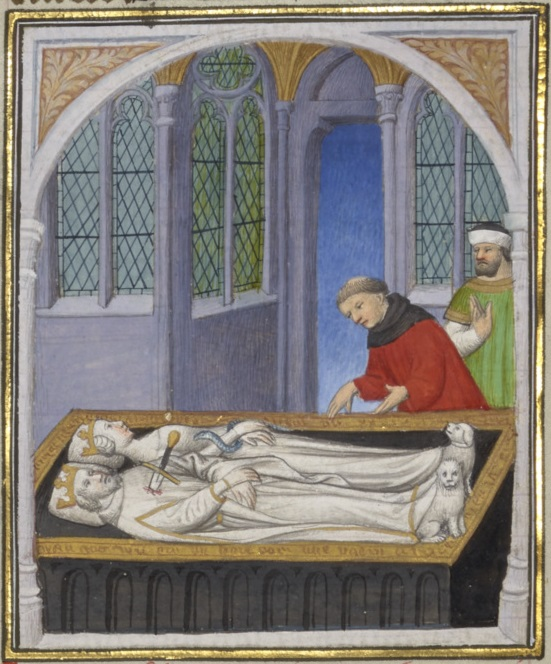
Maestro di Boucicaut, 1409
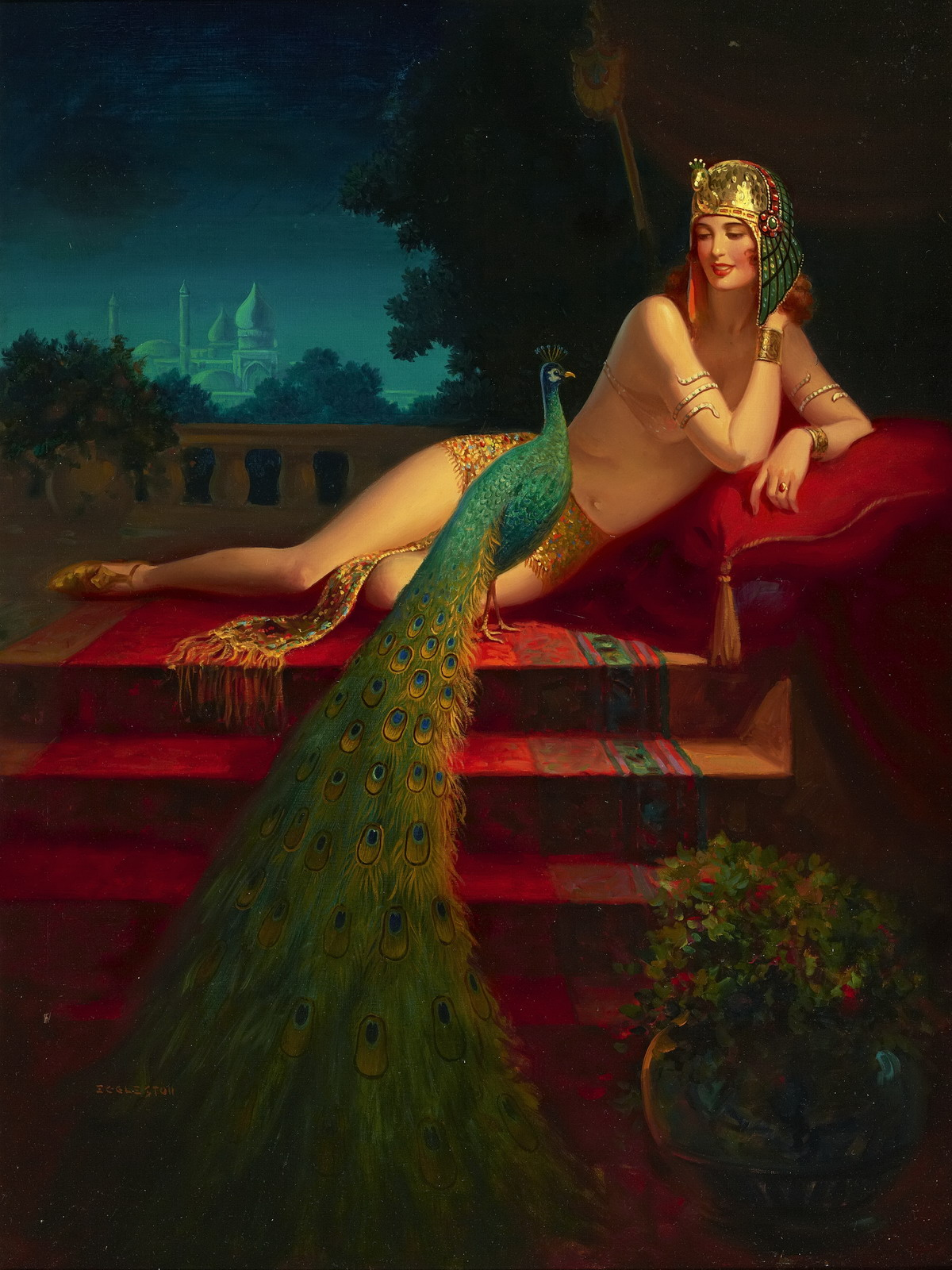
Edward Mason Eggleston, 1934

## Cleopatra nelle opere teatrali, letterarie, cinematografiche e televisive

### Cleopatra nel teatro
- Cléopâtre captive (1553), di Étienne Jodelle
- Antonio e Cleopatra (1607 ca.), di William Shakespeare
- The False One (1620 ca.), di John Fletcher e Philip Massinger
- Tutto per amore (1677), di John Dryden
- Giulio Cesare in Egitto (1724), di Georg Friedrich Händel
- Antonio e Cleopatra (1774), di Vittorio Alfieri
- Cleopatra (1779), di Pasquale Anfossi
- La Cleopatra (1789), di Domenico Cimarosa
- Cléopâtre (1890), di Victorien Sardou
- Cesare e Cleopatra (1898), di George Bernard Shaw
- Cléopâtre (1914), di Jules Massenet
- Cleopatra's Night (1920), di Henry Hadley
- Antony and Cleopatra (1966), di Samuel Barber

Balletto
- Antoine et Cléopâtre (1765), di Jean-Georges Noverre
- Les amours d'Antoine et de Cléopâtre (1808), di Jean-Pierre Aumer e Rodolphe Kreutzer
- Nuit d'Egypte (1908), di Michel Fokine e Anton Arenskij
  - inscenata nuovamente come Cléopâtre (1909), di Sergej Djagilev
- One More Gaudy Night (1961), di Martha Graham e Halim El-Dabh
- Cleopatra (2000), di Ben Stevenson per il Houston Ballet
- Cleopatra (2011), di David Nixon e Claude-Michel Schönberg per il Northern Ballet

### Cleopatra nella letteratura
(Dante Alighieri, Inferno, V, 63)
Prosa
- Giovanni Boccaccio, De mulieribus claris (88. Cleopatra, regina d'Egitto), 1362
- H. Rider Haggard, Cleopatra, 1889
- Jeffrey K. Gardner, Cleopatra, 1962
- Margaret George, The Memoires of Cleopatra, 1997
- Kristiana Gregory, Cleopatra VII: Daughter of the Nile, Egypt, 57 B.C., 1999
- Colleen McCullough, Cleopatra, 2007
- Pat Brown, The Murder of Cleopatra: History's Greatest Cold Case, 2013
- Javier Negrete, La regina del Nilo: La trilogia (Il trono d'Egitto, L'amante dell'imperatore, Il rogo delle piramidi), 2014
- Emily Holleman, Il segreto di Cleopatra, 2017
- Christian Jacq, Cleopatra. L'ultima regina d'Egitto, 2017

Poesia
- Dante Alighieri, Divina Commedia (If., V, 63; Pd., VI, 76-78), 1314-1321[1]
- Geoffrey Chaucer, La leggenda delle donne eccellenti (I. La leggenda di Cleopatra), 1380 ca.
- Girolamo Graziani, La Cleopatra, 1632

### Cleopatra nei film e in televisione

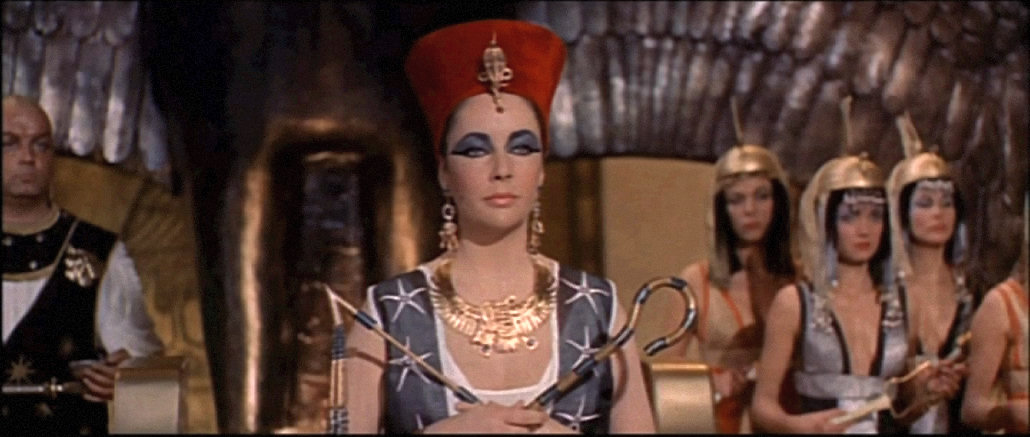
Elizabeth Taylor nel film Cleopatra (1963)

| Anno | Film | Attrice                                             | Note |
| ---- | --- | --------------------------------------------------- | --- |
| 1899 | Cléopâtre | Jeanne d'Alcy                                       | cortometraggio |
| 1908 | Antonio e Cleopatra (Antony and Cleopatra)                                                                      | Florence Lawrence Betty Kent                        | cortometraggio |
| 1910 | Cleopatra | Madeleine Roch                                      | cortometraggio |
| 1911 | The Passions of an Egyptian Princess                                                                            | Julie Meijer                                        | cortometraggio |
| 1912 | Cleopatra | Helen Gardner                                       | |
| 1913 | Marcantonio e Cleopatra                                                                                         | Gianna Terribili-Gonzales                           | |
| 1917 | Cleopatra | Theda Bara                                          | |
| 1918 | Romans and Rascals                                                                                              | Madge Kirby                                         | cortometraggio |
| 1924 | Anthony and Cleopatra                                                                                           | Ethel Teare                                         | cortometraggio |
| 1931 | Oh! Oh! Cleopatra                                                                                               | Dorothy Burgess                                     | cortometraggio |
| 1934 | Cleopatra | Claudette Colbert                                   | |
| 1943 | Cleobatra | Amina Rizk                                          | |
| 1945 | Cesare e Cleopatra (Caesar and Cleopatra)                                                                       | Vivien Leigh                                        | |
| 1947 | La vida íntima de Marco Antonio y Cleopatra                                                                     | María Antonieta Pons                                | |
| 1951 | Anthony and Cleopatra                                                                                           | Pauline Letts                                       | |
| 1953 | Gli amori di Cleopatra (Serpent of the Nile)                                                                    | Rhonda Fleming                                      | |
| 1953 | "The Death of Cleopatra (30 B.C.)", episodio della serie You Are There                                          | Kim Stanley                                         | |
| 1953 | Due notti con Cleopatra                                                                                         | Sophia Loren                                        | |
| 1956 | "Caesar and Cleopatra", episodio della serie Producers' Showcase                                                | Claire Bloom                                        | |
| 1957 | L'inferno ci accusa (The Story of Mankind)                                                                      | Virginia Mayo                                       | |
| 1959 | "Caesar and Cleopatra", episodio della serie General Electric Theater                                           | Piper Laurie                                        | |
| 1959 | Anthony and Cleopatra                                                                                           | Bettine Kauffman                                    | film TV |
| 1959 | Le legioni di Cleopatra                                                                                         | Linda Cristal                                       | |
| 1962 | Cleópatra | Solange                                             | serie TV |
| 1962 | Una regina per Cesare                                                                                           | Pascale Petit                                       | |
| 1963 | Cleopatra | Elizabeth Taylor                                    | Oscar alla migliore fotografia 1964 Oscar alla migliore scenografia 1964 Oscar ai migliori costumi 1964 Oscar ai migliori effetti speciali 1964 |
| 1963 | "The Serpent: Antony and Cleopatra Acts 1 and 2", episodio della serie The Spread of the Eagle                  | Mary Morris                                         | miniserie TV |
| 1963 | "The Alliance: Antony and Cleopatra Acts 2, 3 and 4", episodio della serie The Spread of the Eagle              | Mary Morris                                         | miniserie TV |
| 1963 | "The Monument: Antony and Cleopatra Acts 4 and 5", episodio della serie The Spread of the Eagle                 | Mary Morris                                         | miniserie TV |
| 1963 | Antonius und Cleopatra                                                                                          | Lola Müthel                                         | film TV |
| 1963 | Totò e Cleopatra                                                                                                | Magali Noël                                         | |
| 1964 | Caesar und Cleopatra                                                                                            | Uta Sax                                             | film TV |
| 1964 | "The Ides of March", episodio della serie Theatre 625                                                           | Fenella Fielding                                    | |
| 1964 | Carry on Cleo                                                                                                   | Amanda Barrie                                       | |
| 1965 | Antonio e Cleopatra                                                                                             | Valeria Valeri                                      | film TV |
| 1966 | I Kleopatra itan Antonis                                                                                        | Stavros Paravas                                     | |
| 1966 | Probe für Cleopatra                                                                                             | Hedda Rinneberg                                     | |
| 1967 | Antoine et Cléopâtre                                                                                            | Judith Magre                                        | film TV |
| 1968 | Asterix e Cleopatra                                                                                             | Micheline Dax (originale) Rita Savagnone (italiana) | film d'animazione |
| 1969 | Cäsar und Cleopatra                                                                                             | Violetta Ferrari                                    | film TV |
| 1970 | Shaw vs. Shakespeare I: The Character of Caesar                                                                 | Suzanne Grossman                                    | Cortometraggio |
| 1970 | Shaw vs. Shakespeare III: Caesar and Cleopatra                                                                  | Suzanne Grossman                                    | cortometraggio |
| 1970 | The Notorious Cleopatra                                                                                         | Loray White                                         | |
| 1970 | Caesar und Cleopatra                                                                                            | Angelica Domröse                                    | film TV |
| 1970 | Cleopatra | Viva                                                | |
| 1970 | Kureopatora | Chinatsu Nakayama                                   | film d'animazione |
| 1971 | "Cesar y Cleopatra", episodio della serie Estudio 1                                                             | María Cuadra                                        | |
| 1972 | All'ombra delle piramidi (Antony and Cleopatra)                                                                 | Hildegarde Neil                                     | |
| 1973 | "Al César lo que es del César", episodio della serie Estudio 1                                                  | Silvia Tortosa                                      | |
| 1974 | "Cleopatra", episodio della serie Witness to Yesterday                                                          | Jayne Meadows                                       | |
| 1974 | Anthony and Cleopatra                                                                                           | Janet Suzman                                        | film TV |
| 1976 | Caesar and Cleopatra                                                                                            | Geneviève Bujold                                    | film TV |
| 1977 | "Queen Cleopatra/Theodore Roosevelt/Thomas Aquinas/Thomas Paine: Part 1", episodio della serie Meeting of Minds | Jayne Meadows                                       | |
| 1977 | "Queen Cleopatra/Theodore Roosevelt/Thomas Aquinas/Thomas Paine: Part 2", episodio della serie Meeting of Minds | Jayne Meadows                                       | |
| 1977 | "La Sierpe del Nilo", episodio della serie Mujeres insólitas                                                    | Rocío Dúrcal                                        | |
| 1980 | "My Fair Pharaoh/The Power", episodio della serie Fantasilandia (Fantasy Island)                                | Brioni Farrell                                      | |
| 1981 | Antony & Cleopatra                                                                                              | Jane Lapotaire                                      | film TV |
| 1983 | Anthony and Cleopatra                                                                                           | Lynn Redgrave                                       | film TV |
| 1983 | The Cleopatras                                                                                                  | Michelle Newell                                     | miniserie TV |
| 1984 | Julius Caesar                                                                                                   | Valerie Masterson                                   | film TV |
| 1985 | Sogni erotici di Cleopatra                                                                                      | Marcella Petrelli                                   | |
| 1990 | Giulio Cesare in Egitto                                                                                         | Susan Larson                                        | film TV |
| 1997 | "Tauchfahrt zu Kleopatra", episodio della serie Sphinx - Geheimnisse der Geschichte                             | Carmen Bucatura                                     | |
| 1998 | Cleopatra's Palace                                                                                              | Katerina Taxia Kassandra Marr                       | film TV documentario |
| 1998 | "The Real Cleopatra", episodio della serie The Great Egyptians                                                  | Tamsin Greig                                        | |
| 1998 | Cleopatra: The First Woman of Power                                                                             | Katerina Taxia                                      | documentario uscito in home video |
| 1998 | Cleopatra | Leonor Varela                                       | miniserie TV |
| 2000 | The Royal Diaries: Cleopatra - Daughter of the Nile                                                             | Elisa Moolecherry                                   | film TV |
| 2002 | Giulio Cesare (Julius Caesar)                                                                                   | Samuela Sardo                                       | miniserie TV |
| 2002 | Asterix & Obelix - Missione Cleopatra                                                                           | Monica Bellucci                                     | |
| 2003 | Kleopatra | Monika Absolonová                                   | uscito in home video |
| 2003 | Augusto - Il primo imperatore                                                                                   | Anna Valle                                          | miniserie TV |
| 2004 | The Mysterious Death of Cleopatra                                                                               | Megan Hall                                          | film TV |
| 2004 | Giulio Cesare                                                                                                   | Elena de la Merced                                  | film TV |
| 2005 | Julius Caesar                                                                                                   | Inger Dam-Jensen                                    | film TV |
| 2005 | The True Story of Alexander the Great                                                                           | Jamie Walsh                                         | uscito in home video |
| 2005 | "Cesarione", episodio della serie Roma (Rome)                                                                   | Lyndsey Marshal                                     | serie TV |
| 2006 | Giulio Cesare, Opera in Three Acts                                                                              | Danielle de Niese                                   | uscito in home video |
| 2007 | Rome Season 2: Antony & Cleopatra                                                                               | Lyndsey Marshal                                     | cortometraggio uscito in home video |
| 2007 | "Figlio di Ade", episodio della serie Roma (Rome)                                                               | Lyndsey Marshal                                     | serie TV |
| 2007 | "Una finzione necessaria", episodio della serie Roma (Rome)                                                     | Lyndsey Marshal                                     | serie TV |
| 2007 | "Nemmeno un Dio può fermare gli affamati", episodio della serie Roma (Rome)                                     | Lyndsey Marshal                                     | serie TV |
| 2007 | "Riguardo vostro padre", episodio della serie Roma (Rome)                                                       | Lyndsey Marshal                                     | serie TV |
| 2007 | Cleópatra | Alessandra Negrini                                  | |
| 2009 | "Cleopatra", episodio della serie Secrets of Egypt                                                              | Miranda Charles                                     | |
| 2009 | Caesar and Cleopatra                                                                                            | Nikki M. James                                      | |
| 2010 | Young Alexander the Great                                                                                       | Amy Shiels                                          | |
| 2010 | Cleopatra | Sulaf Fawakherji                                    | serie TV |
| 2011 | Jules César | Natalie Dessay                                      | film TV |
| 2011 | "Rêves d'empire", episodio della serie The Destiny of Rome                                                      | Laëtitia Eïdo                                       | |
| 2011 | "Venger César ", episodio della serie The Destiny of Rome                                                       | Laëtitia Eïdo                                       | |
| 2012 | Giulio Cesare in Egitto                                                                                         | Cecilia Bartoli                                     | film TV |
| 2012 | Alexander the Great                                                                                             | Aphroditi Evangelatou                               | |

## Videogiochi
| Videogioco                                    | Anno                    | Ruolo                               | Note |
| --------------------------------------------- | ----------------------- | ----------------------------------- | --- |
| Faraon, espansione Cleopatra: Regina del Nilo | 1999 (espansione: 2000) | sovrana                             | |
| Imperivm: Le grandi battaglie di Roma         | 2005                    | ritratto degli eroi (generali)      | |
| Rise and Fall: Civilizations at War           | 2006                    | eroe della civiltà egizia           | l'altro è Ramses II |
| Cleopatra: Il destino di una regina           | 2007                    | personaggio non giocabile           | avventura grafica punta e clicca della Kheops Studio |
| Dante's Inferno                               | 2010                    | sovrana del cerchio dei lussuriosi  | è l'incarnazione della lussuria, rappresentata come una colossale donna dai tratti demoniaci e dai comportamenti decisamente maligni e lascivi; domina dall'alto di un'enorme torre, generando con i suoi poteri la tempesta che avvolge questo girone |
| The LEGO Movie Videogame                      | 2014                    | personaggio giocabile e sbloccabile | videogioco inspirato all'omonimo film |
| Fate/Grand Order                              | 2015                    | personaggio giocabile e sbloccabile | servant di classe Assassin |
| Assassin's Creed: Origins                     | 2017                    | personaggio non giocabile           | |

## Altro
Alla regina Cleopatra sono stati intitolati svariati oggetti, in campi diversissimi; ricordiamo:
- in campo astronomico, il cratere Cleopatra, situato sulle pendici dei Maxwell Montes, la formazione montuosa più prominente del pianeta Venere, la rima Cleopatra, formazione geologica sulla Luna e l'asteroide della fascia principale 216 Kleopatra;
- le sigarette Cleopatra, prodotte in Egitto e vendute in quasi tutta l'Africa, in Medio Oriente e Asia;
- la linea di prodotti cosmetici "Cleopatra" della Colgate-Palmolive degli anni '80.[2]

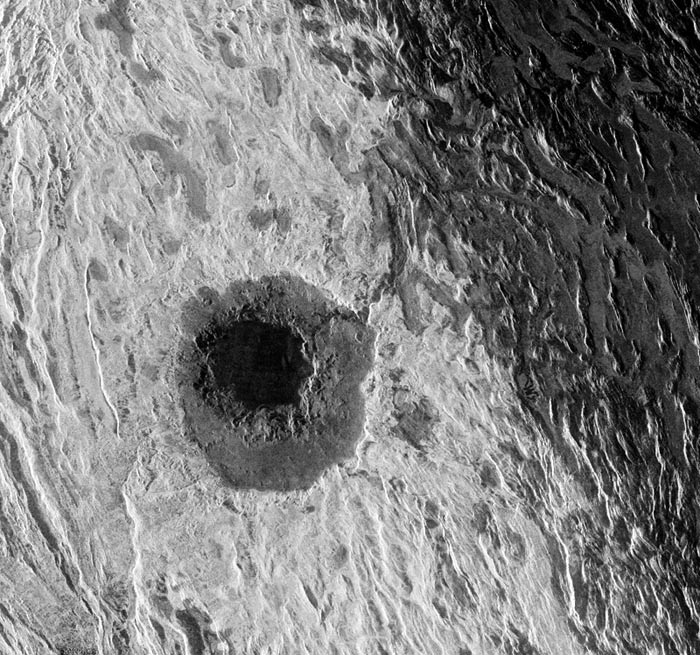
Immagine radar del cratere Cleopatra sul pianeta Venere
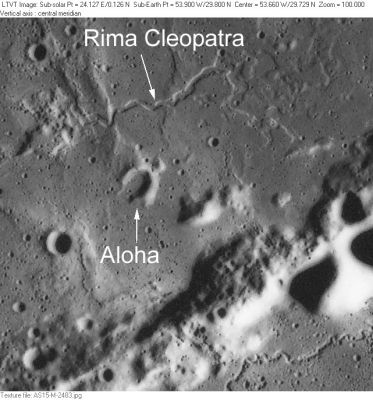
Immagine della superficie lunare, con la rima Cleopatra
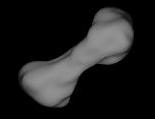
Ricostruzione 3D del satellite 216 Kleopatra